# St.-Antonius-Basilika (Rheine)

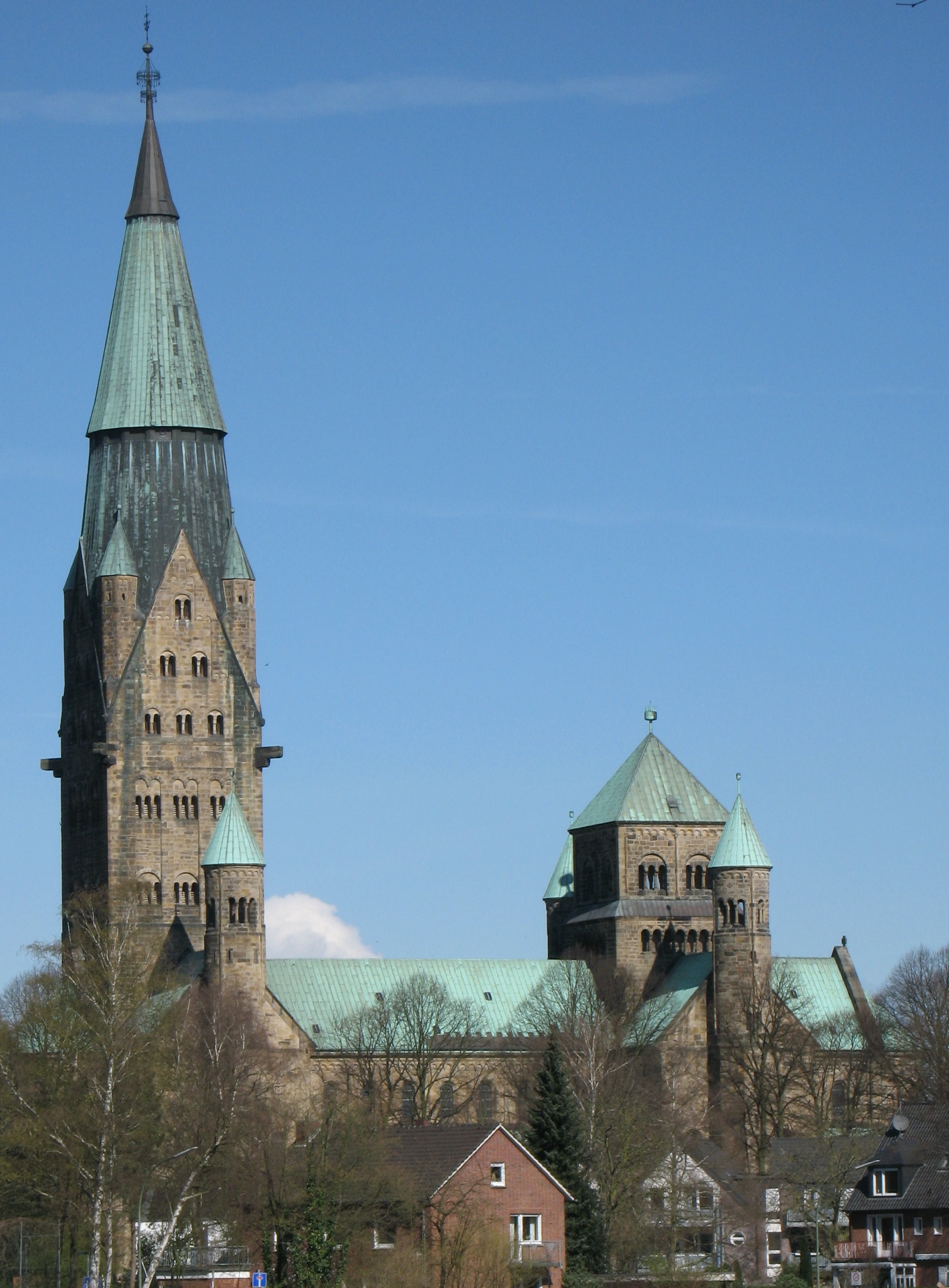
St.-Antonius-Basilika

Die St.-Antonius-Basilika ist ein neoromanisches Kirchengebäude in Rheine-Eschendorf. Die Kirche wurde zwischen 1899 und 1905 in der Art eines romanischen Kaiserdoms errichtet und dem heiligen Antonius von Padua geweiht.
Sie liegt rechts der Ems an der Osnabrücker Straße und ist die Pfarrkirche der katholischen Kirchengemeinde St. Antonius (auch genannt Kirchengemeinde rechts der Ems) in Rheine. Das repräsentative Gebäude ist mit 650 Sitzplätzen, einer Gesamtlänge von 90 Metern und einer maximalen Breite von 39 Metern das größte Gotteshaus der Stadt und beherrscht durch seine imposanten Ausmaße das Bild des Stadtteils. Die St.-Antonius-Basilika gilt als einer der aufwendigsten und wichtigsten Kirchenbauten des ausgehenden Historismus in Deutschland.

## Baubeschreibung
St. Antonius ist eine dreischiffige Basilika mit einer eingezogenen, hölzernen Flachdecke, einem Ost- und einem Westquerschiff, zwei Vierungstürmen, vier Flankentürmen sowie zwei Chören. Durch die zwei Seitenschiffe und die Hauptschiff-Fenster im Obergaden erfüllt sie die architektonischen Erfordernisse für die Einordnung als Basilika. Sie ist ein Werk des deutsch-niederländischen Architekten Franz Klomp.

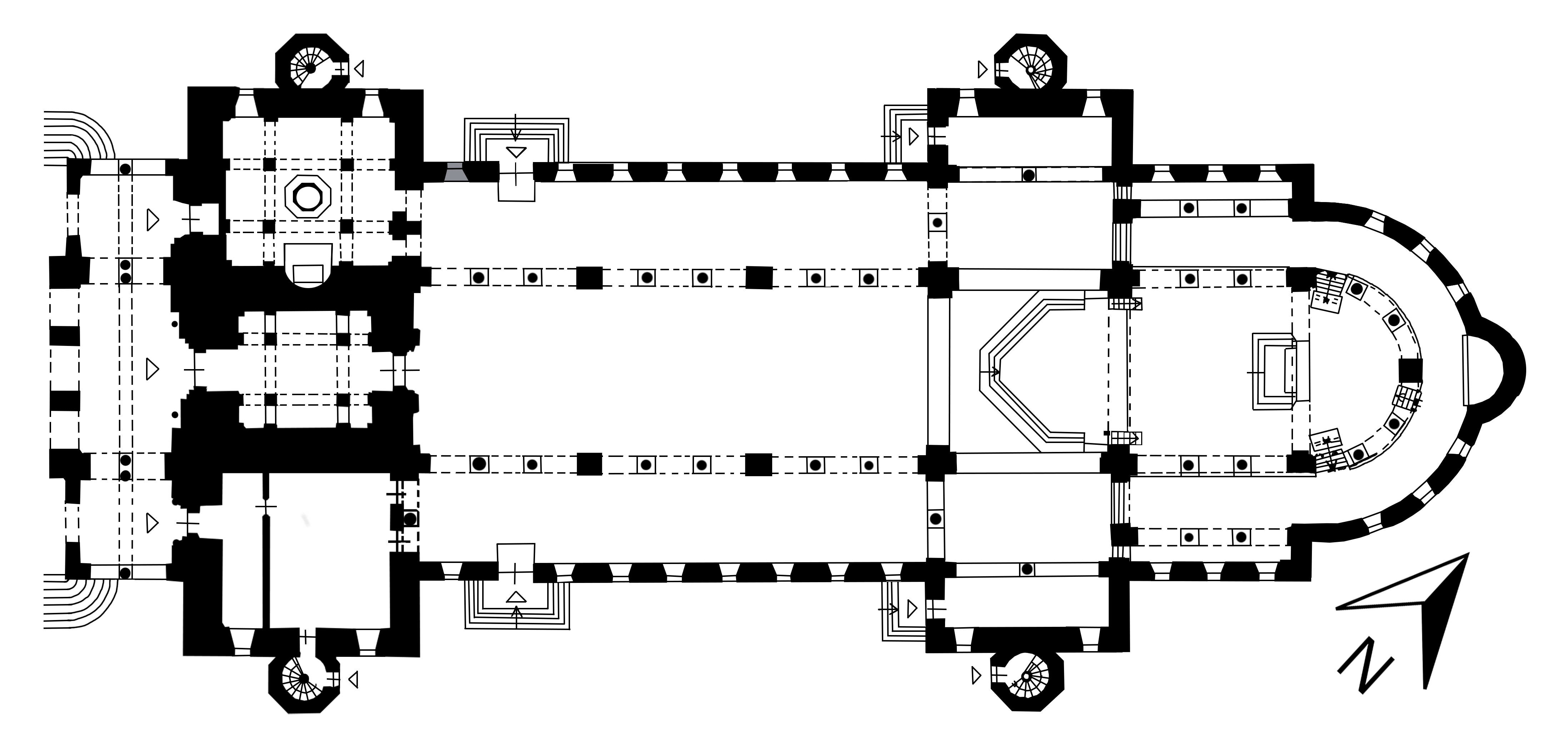
Grundriss, St.-Antonius-Basilika, Rheine

Der Architekt orientierte sich weitgehend an den Hildesheimer Kirchen St. Michael aus dem 11. Jahrhundert und St. Godehard aus dem 12. Jahrhundert. Der Westturm wurde in Anlehnung an den Turm des Paderborner Domes gestaltet. Mit einer Höhe von 102,5 Metern ist er der höchste Kirchturm im Münsterland und überragt somit die ungefähr gleichzeitig erbauten Türme von St. Lamberti in Münster (90,5 Meter), Herz Jesu in Münster (94,6 Meter), St. Nikomedes in Borghorst (99 Meter), sowie der Propsteikirche St. Ludgerus in Billerbeck (100 Meter). An den vier Ecken des Vierungsturmes befinden sich plastische Darstellungen von Gestalten aus der Rheinenser Geschichte: Karl der Große, Bischof Ludwig II., Bischof Christoph Bernhard Graf von Galen und Johannes von Grüter, Gograf in Rheine in der zweiten Hälfte des 15. Jahrhunderts.

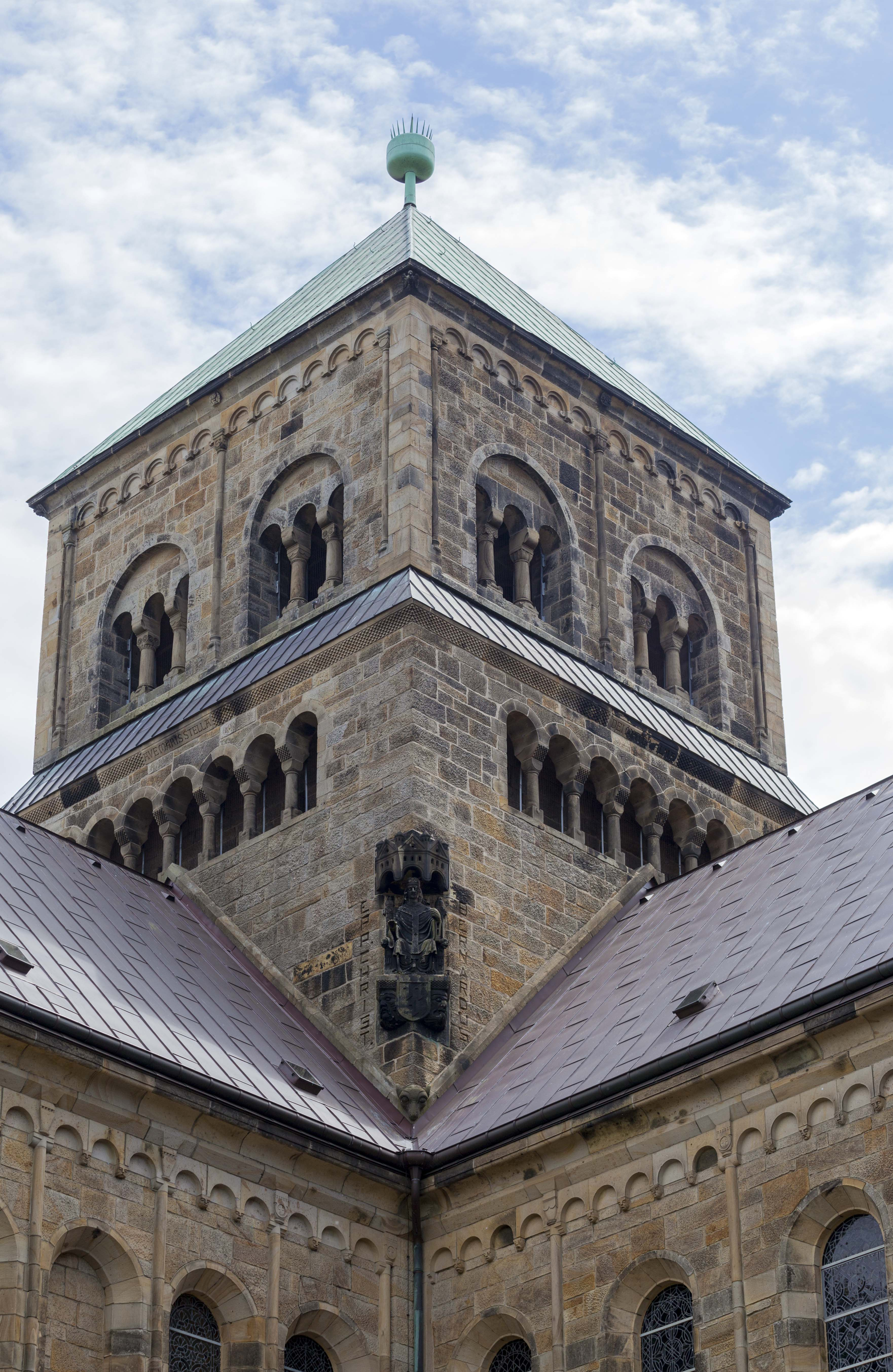
Der östliche (und kleinere) der zwei Vierungstürme mit einer der Eckfiguren
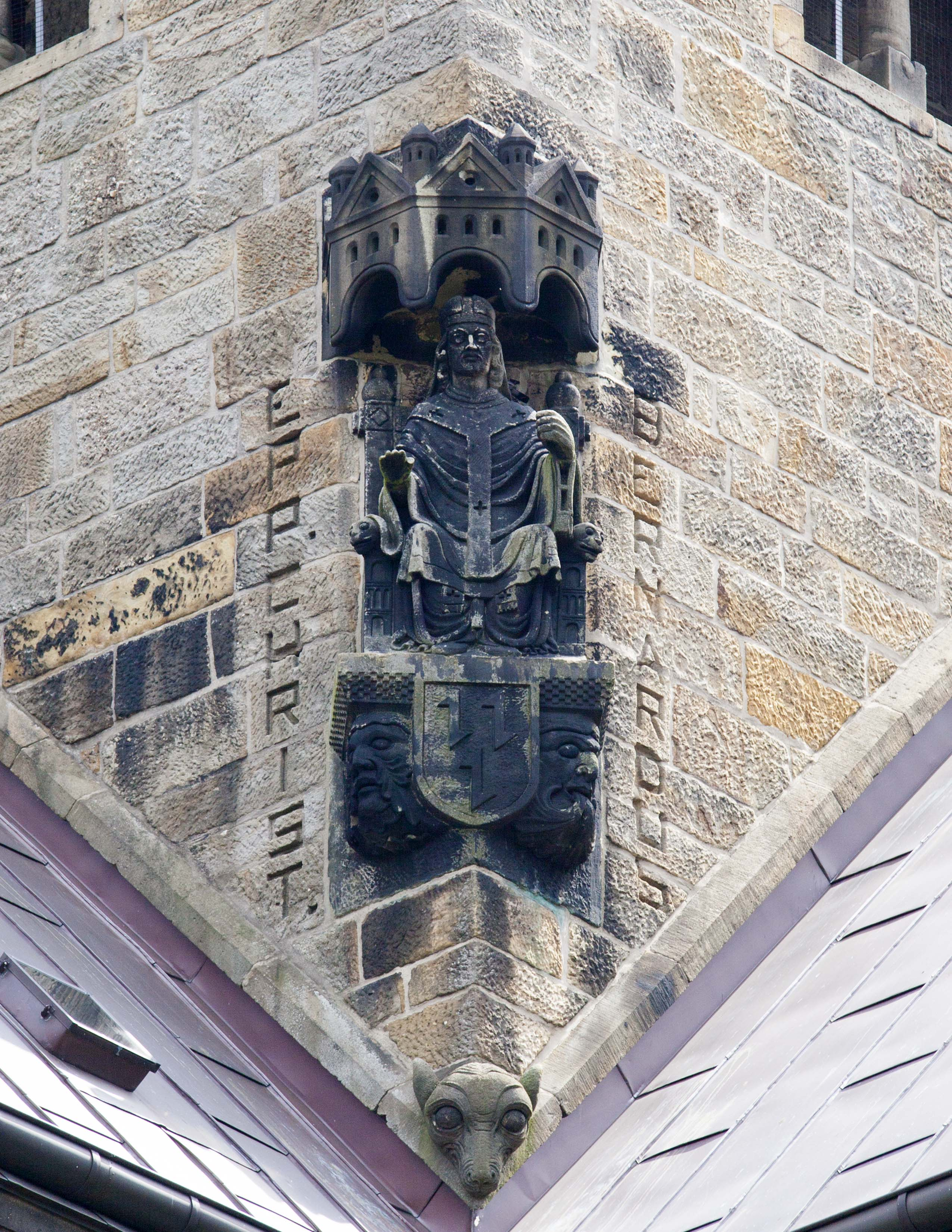
Bischof Christoph Bernhard Graf von Galen
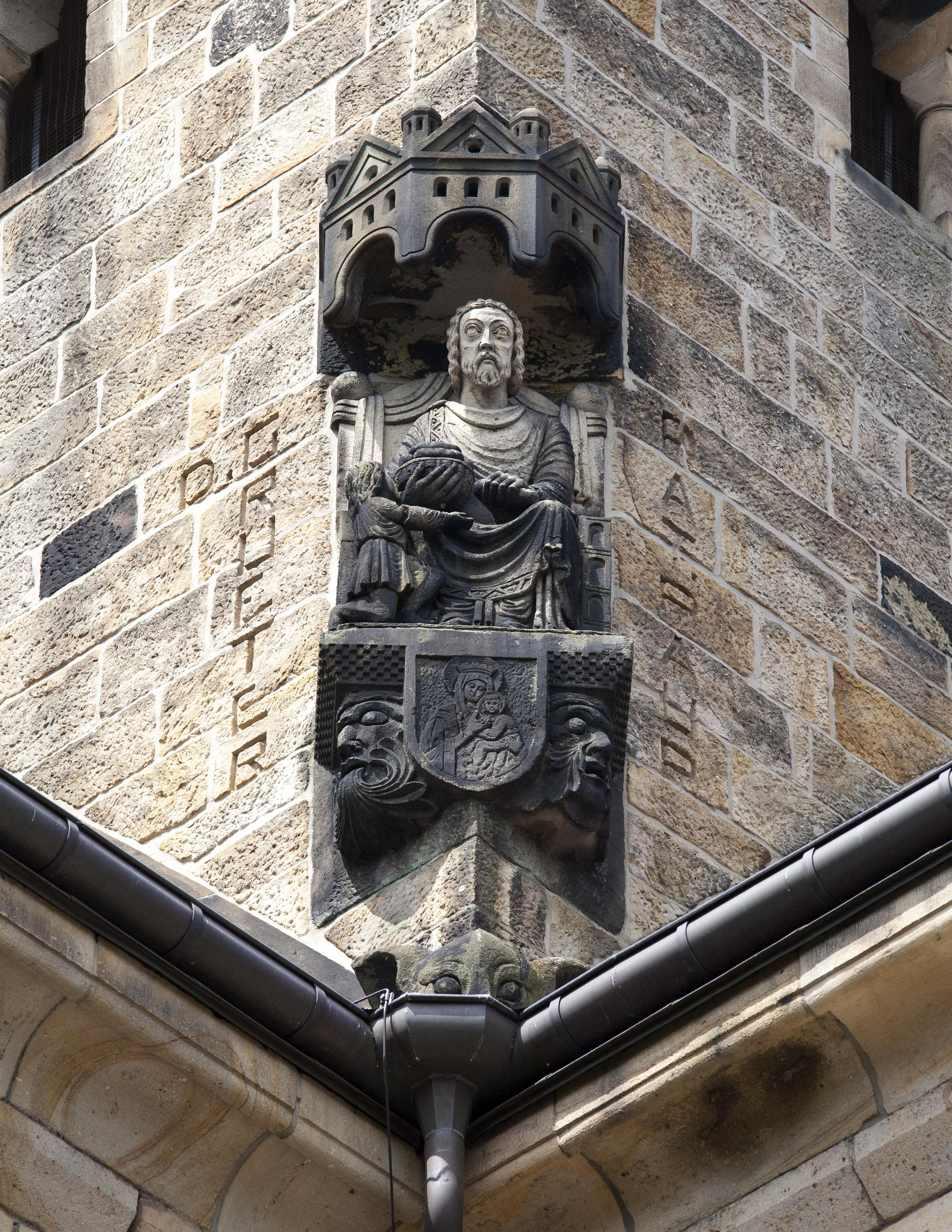
Johannes von Grüter
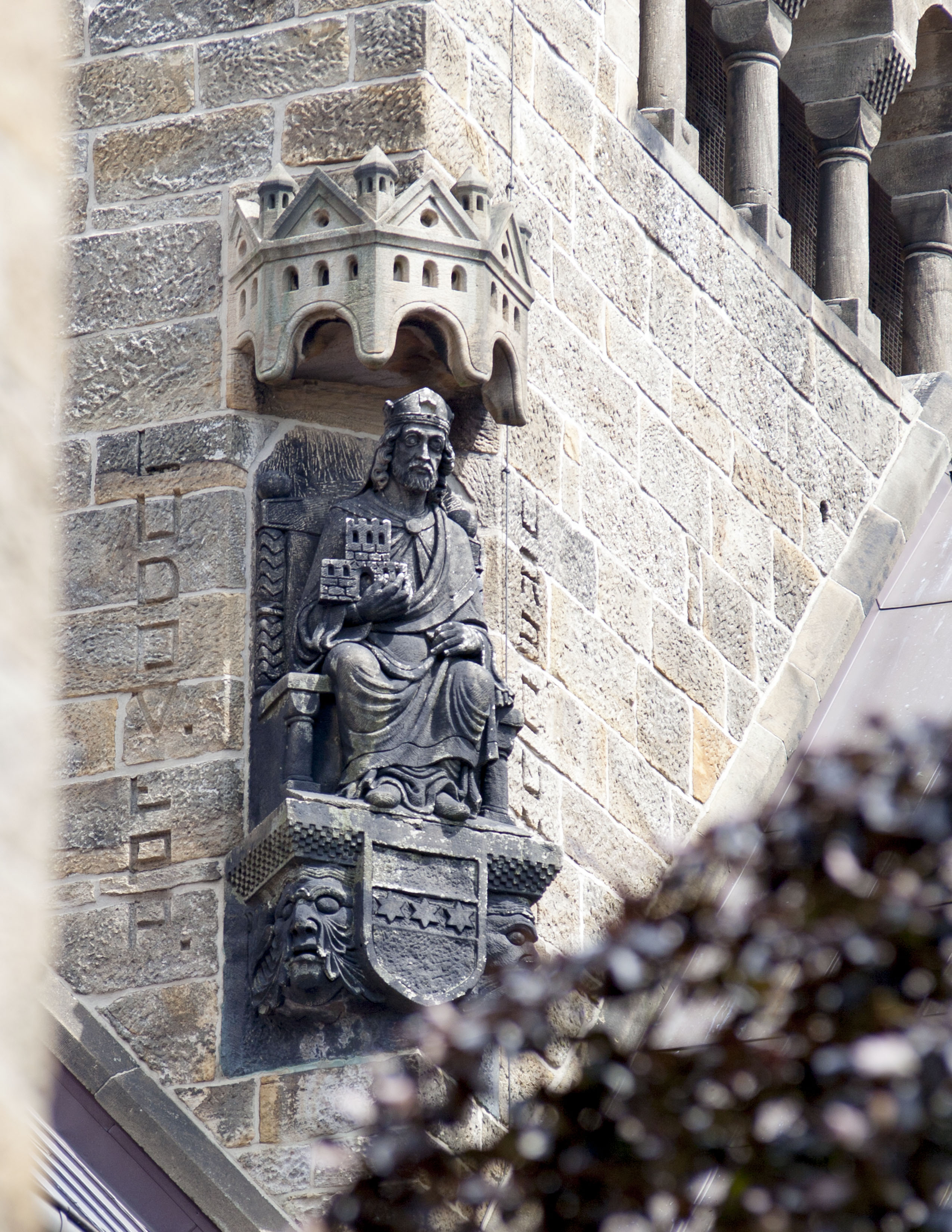
Bischof Ludwig II.
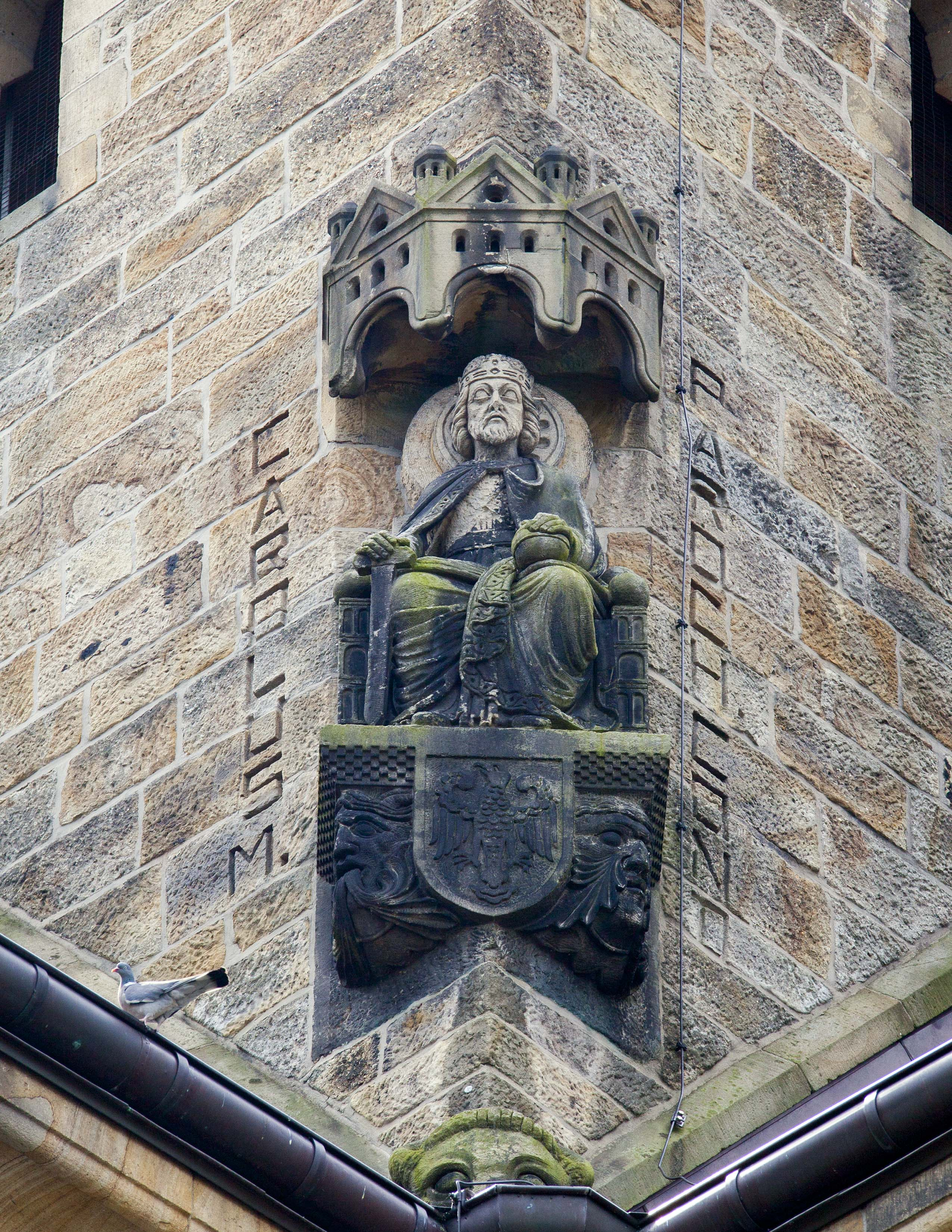
Karl der Große

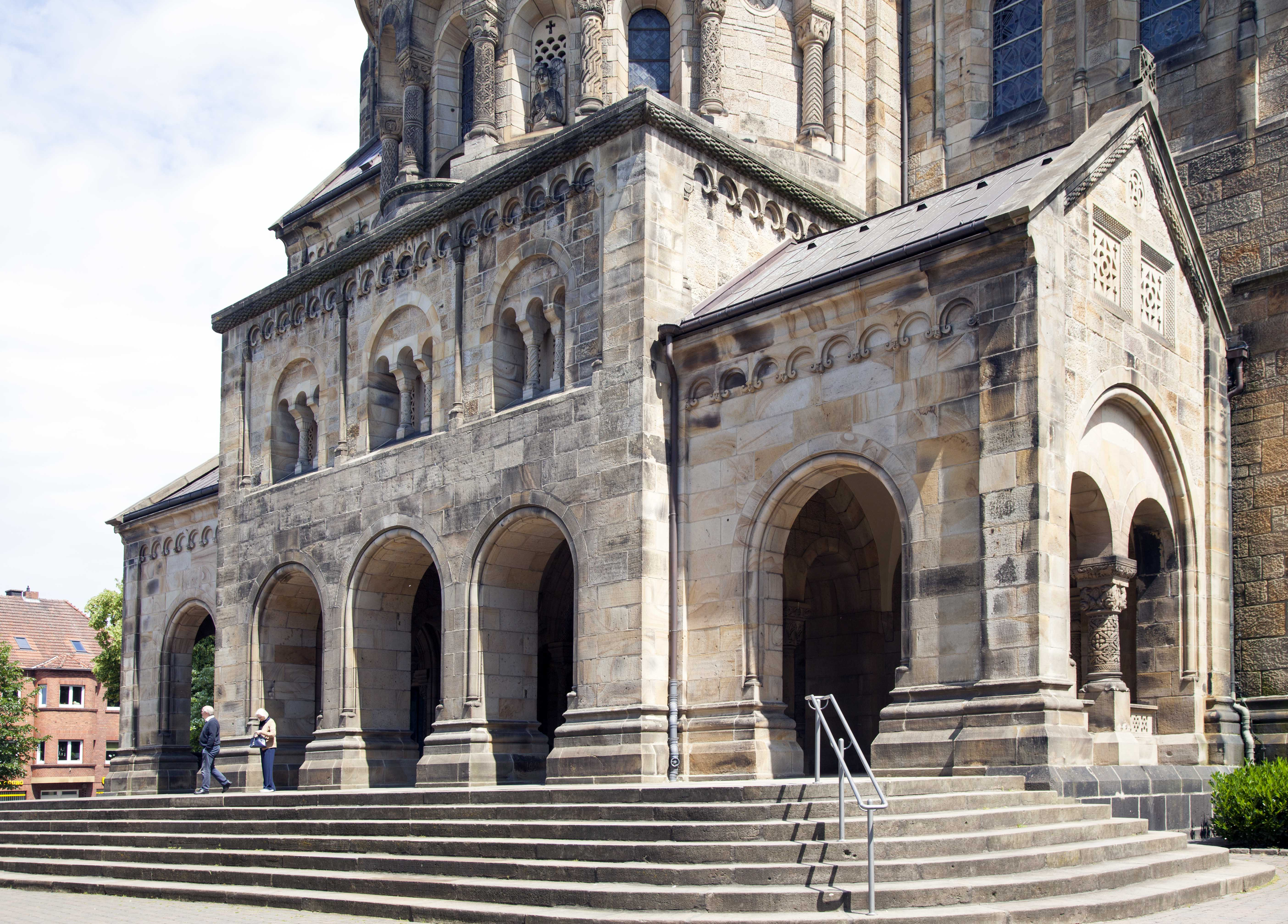
Portalhalle

Dem Westchor ist die reich ornamentierte Portalhalle vorgesetzt; sie ähnelt bis ins Detail mittelalterlichen Portalbauten mit der Funktion einer Rechtsstätte. Im Inneren der Basilika tritt – im Unterschied zu den Kaiserdomen – der Westchor nicht in Erscheinung. Er beherbergt im Norden die Tauf-/Antoniuskapelle und im Süden die Sakristei.

## Ausstattung
Den vorwiegend weiß gehaltenen Gesamtraum gliedern die im Wechsel rot und grau gefassten Bögen zwischen den Raumteilen und über den Säulen. Im Ostchor, den ein Chorumgang umgibt, befindet sich der Hochaltar, erschaffen zwischen 1925 und 1929 in der Werkstatt Ferdinand Langenberg (Goch) nach einem Entwurf von Joseph Windhosen. Er wird bekrönt mit dem Bild des Gekreuzigten, in dem darunterliegenden Retabel vier weiteren biblischen Szenen aus der Passion, bis hin zum Pfingstgeschehen. Das mittige Retabel stellt den Gnadenstuhl (Gottvater, Sohn und der Hl Geist) dar. Trotz Überlegungen nach dem Zweiten Vatikanischen Konzil, wie in vielen anderen Kirchen, den Hochaltar von seinem Platz zu entfernen und die Bildtafeln an anderer Stelle in der Kirche anzubringen, blieb er aufgrund von Protesten aus der Gemeinde an seinem Platz.
Ein wenig kurios ist der Aufstellungsort der Seitenaltäre; so steht der Marienaltar an der östlichen Stirnseite des südlichen Seitenschiffs, welches traditionell den Männern vorbehalten war. Entsprechend auf der gegenüberliegenden Seite im nördlichen Seitenschiff (also dem ursprünglichen Frauenseitenschiff) befindet sich der Rest des Josef-Altars. Ein weiterer Blickfang im Chor (und beinahe der einzige figurale Schmuck an den Wänden des Kircheninneren) ist das Christkönigsbild in der Apsis. Ursprünglich als Mosaik geplant, wurde aus Kostengründen ein Gemälde vom Künstler Peter Hecker aus Köln erschaffen. Er fügte jedoch einige Mosaiksteine in sein Bild ein. Im Gegensatz zur Außenseite ist plastischer Bauschmuck im Innenraum nur sehr vereinzelt zu finden, z. B. in Form der Engel-Darstellungen in den Zwickeln der Chorbögen.

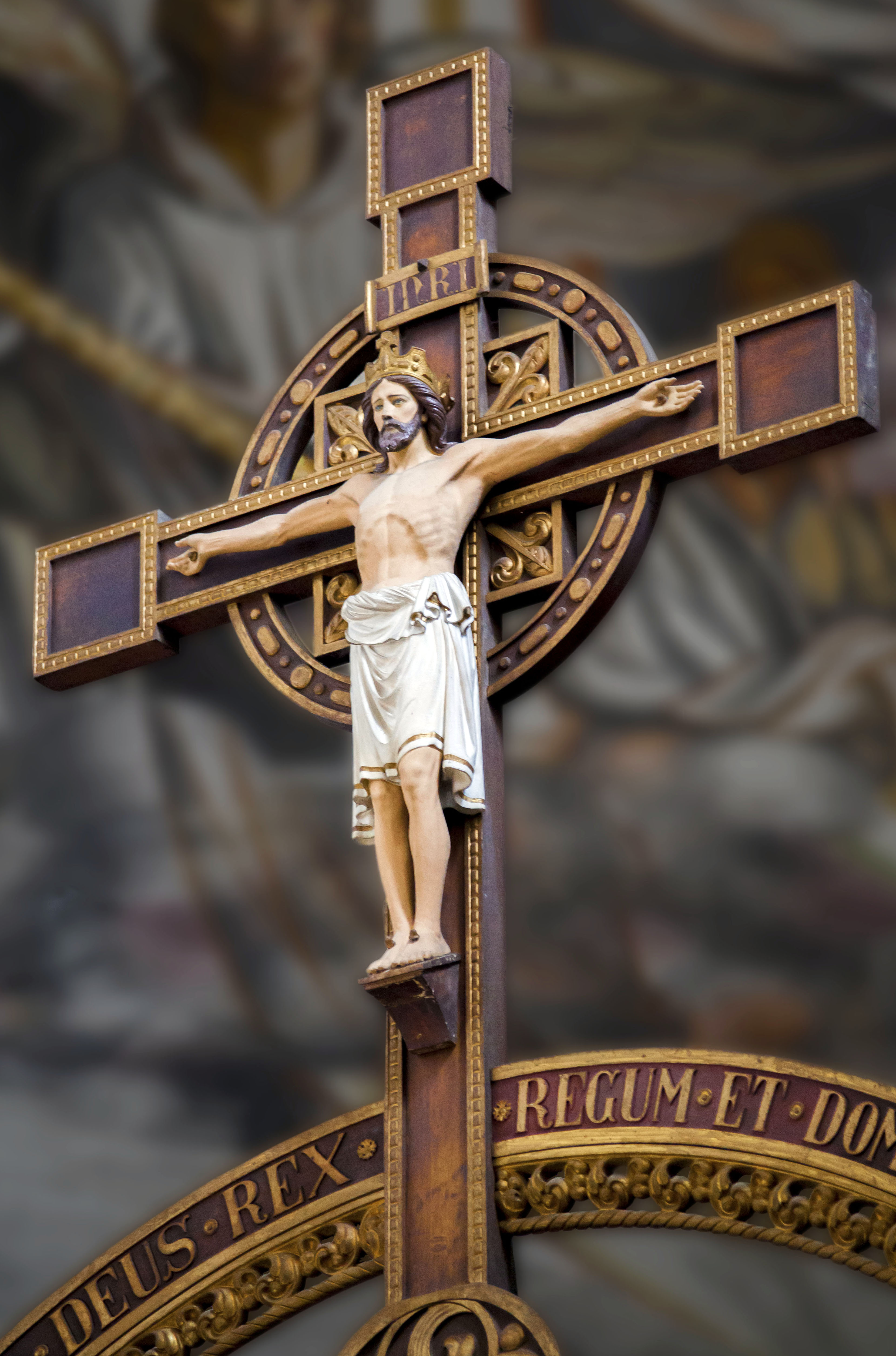
Kreuz des Hochaltars (Teiltext: „König der Könige, Herr der Herren“ nach 1. Timotheus 6,13–16)
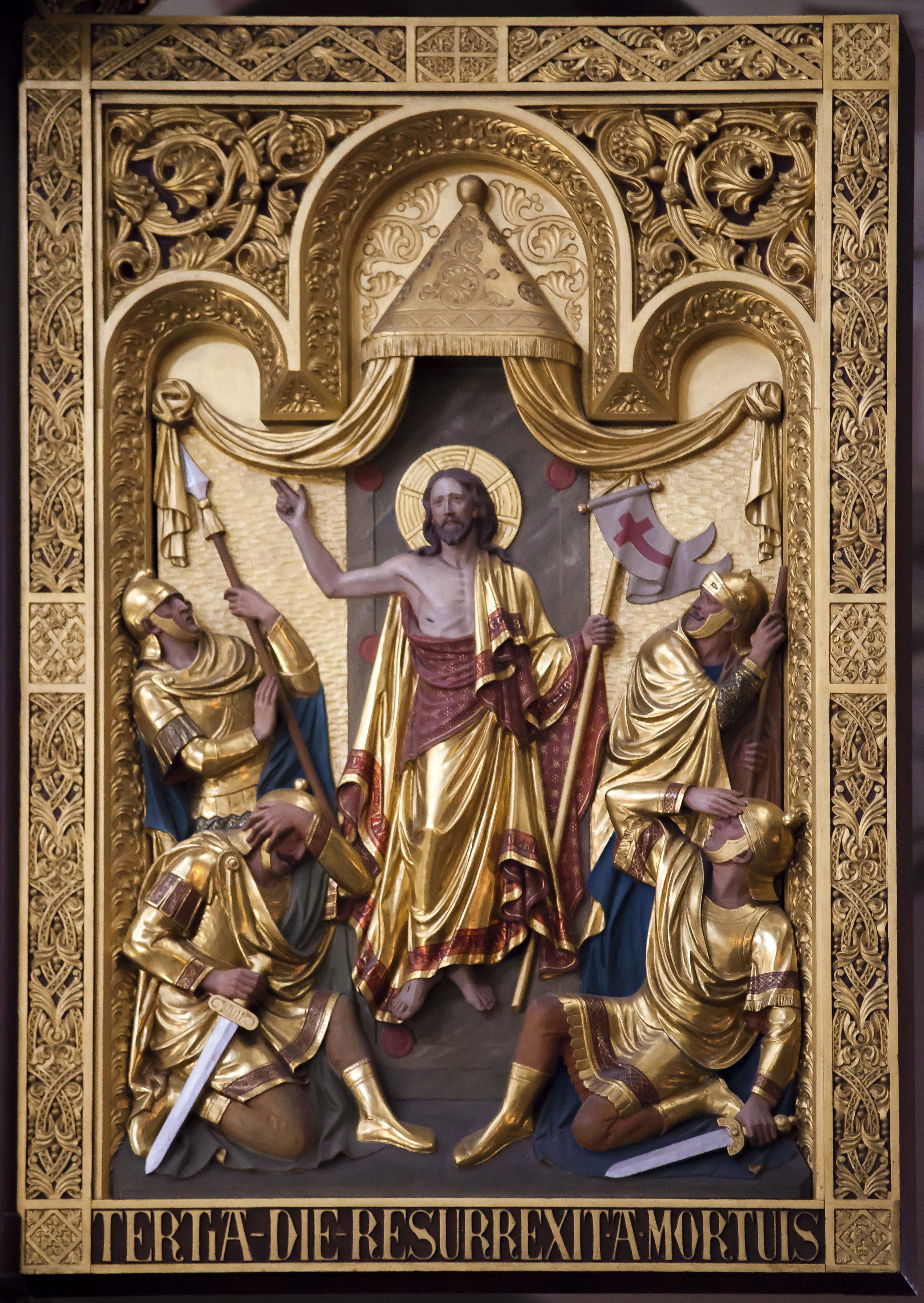
Hochaltarretabel mit dem Oster-Geschehen (Text: „Am dritten Tag auferstanden von den Toten“.)
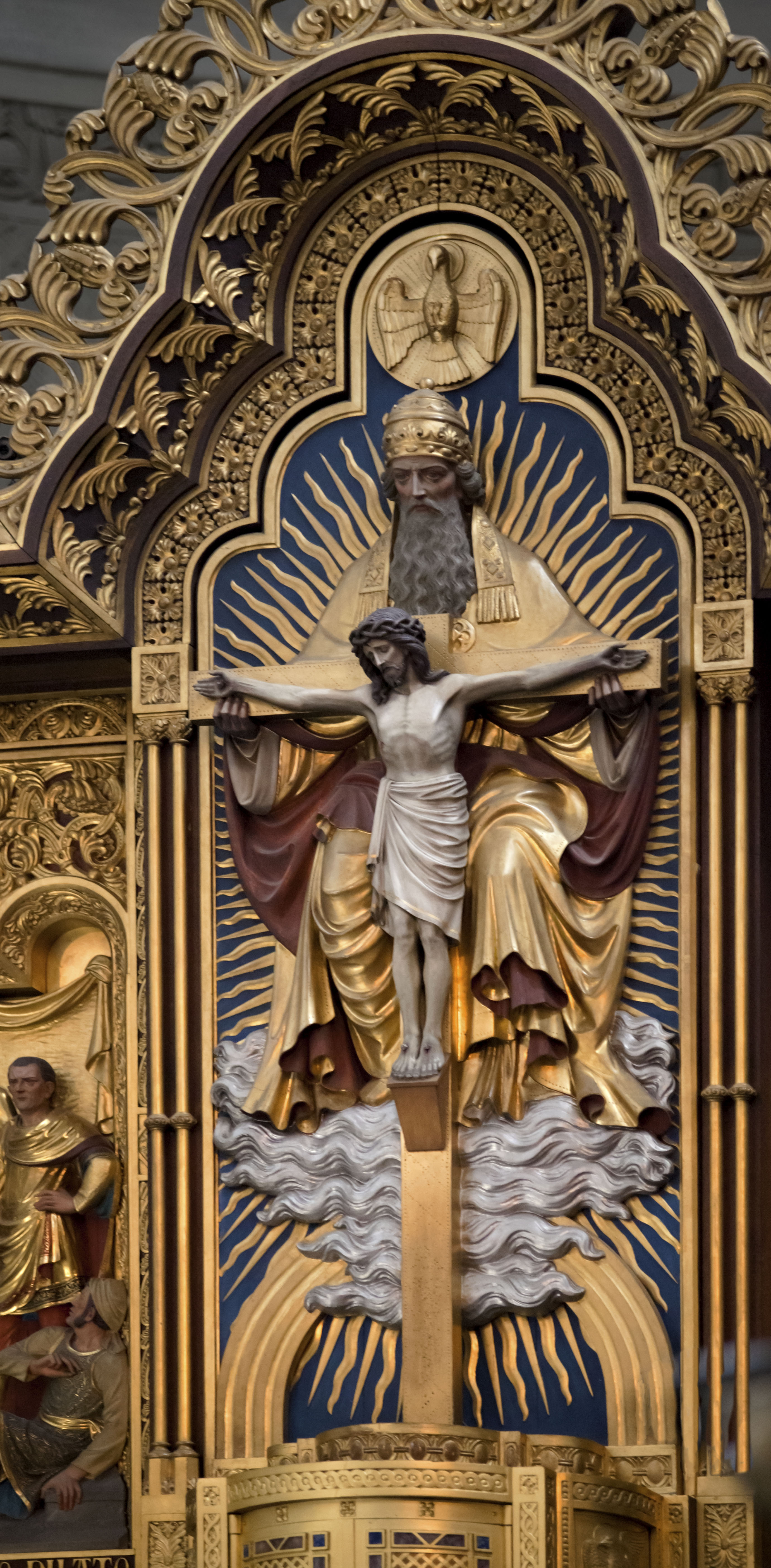
Gnadenstuhl am Hochaltar
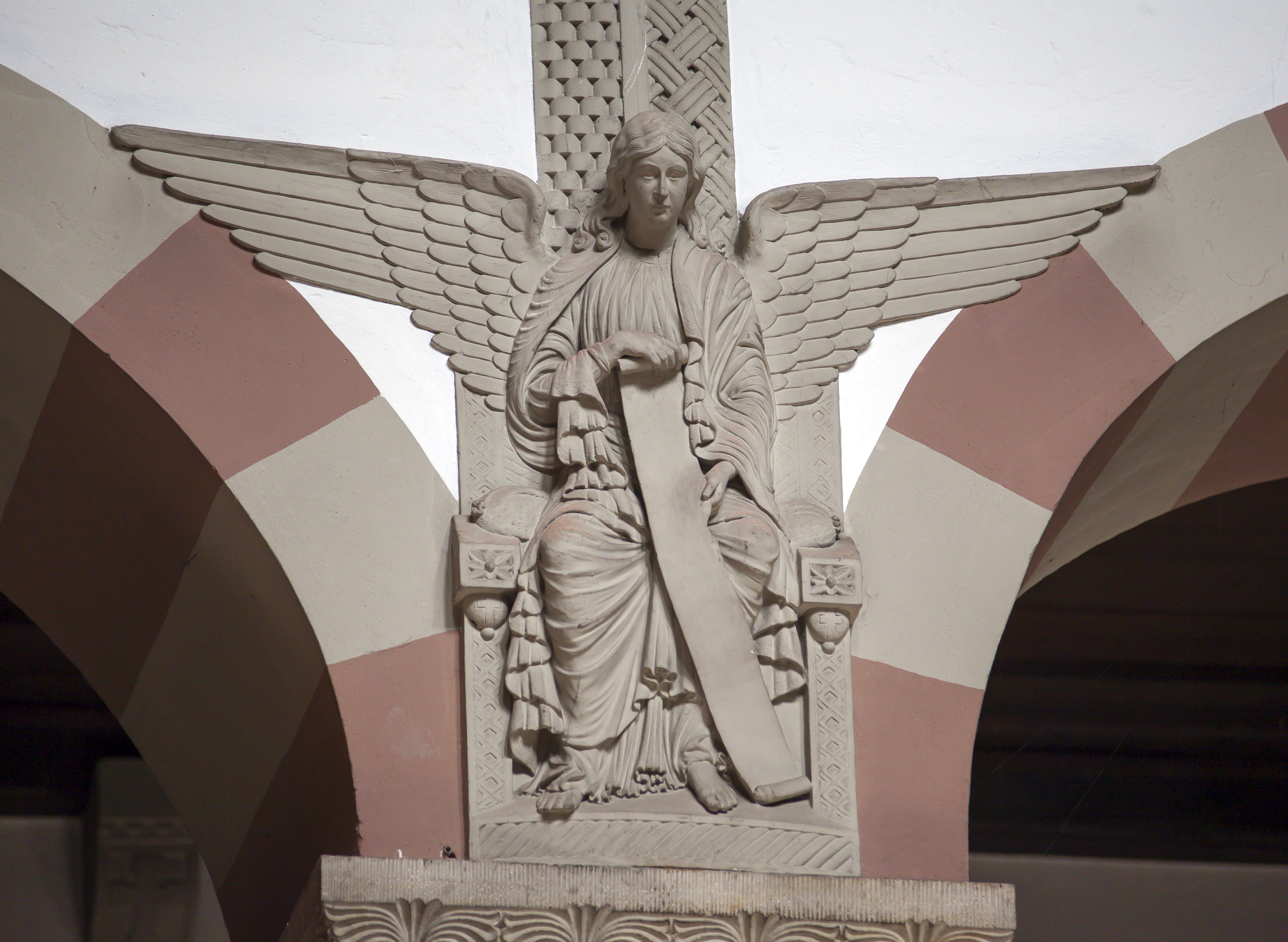
Plastischer Wandschmuck: Engel im Chor
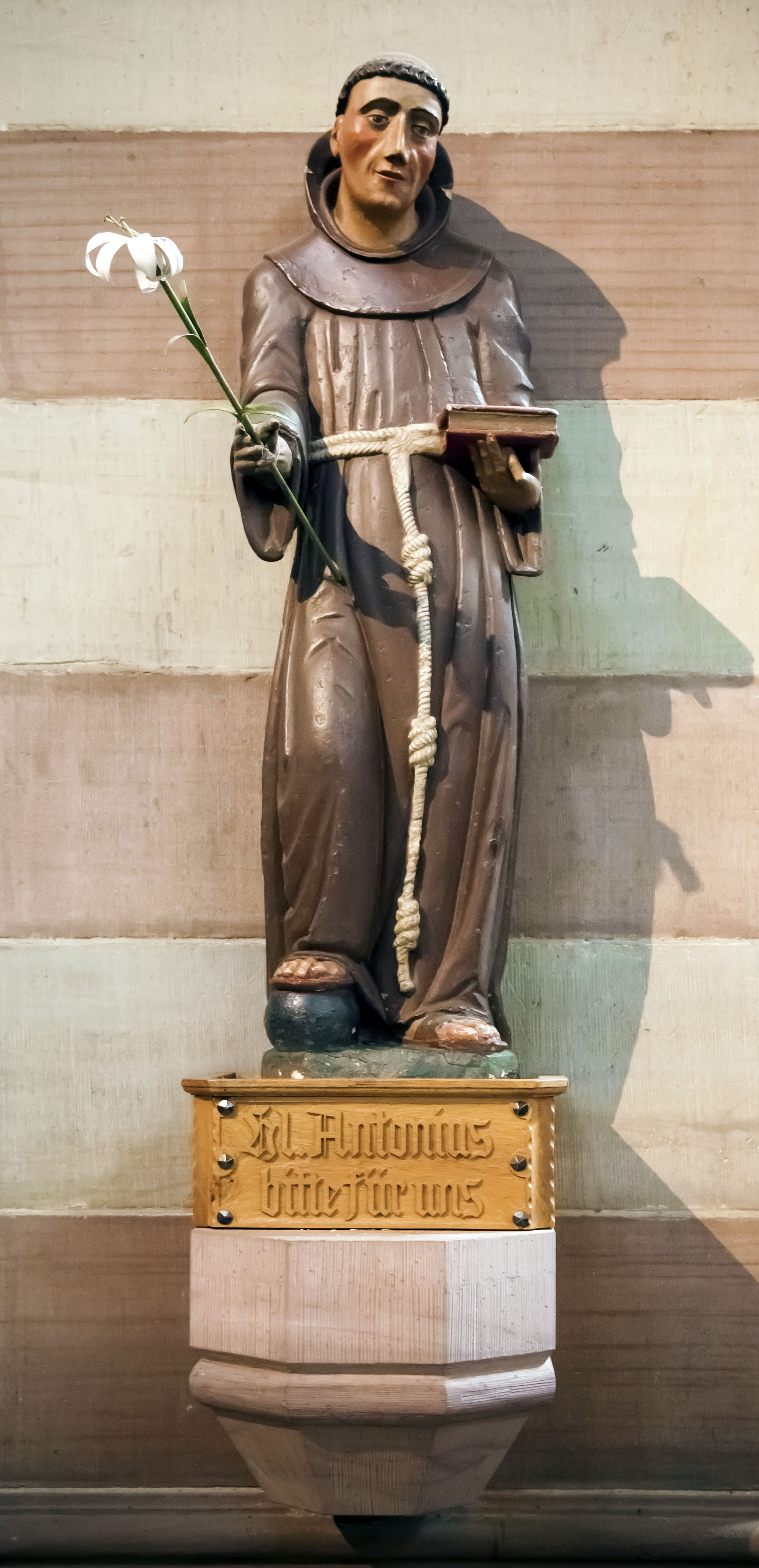
Hl. Antonius von Bernhard Meyering
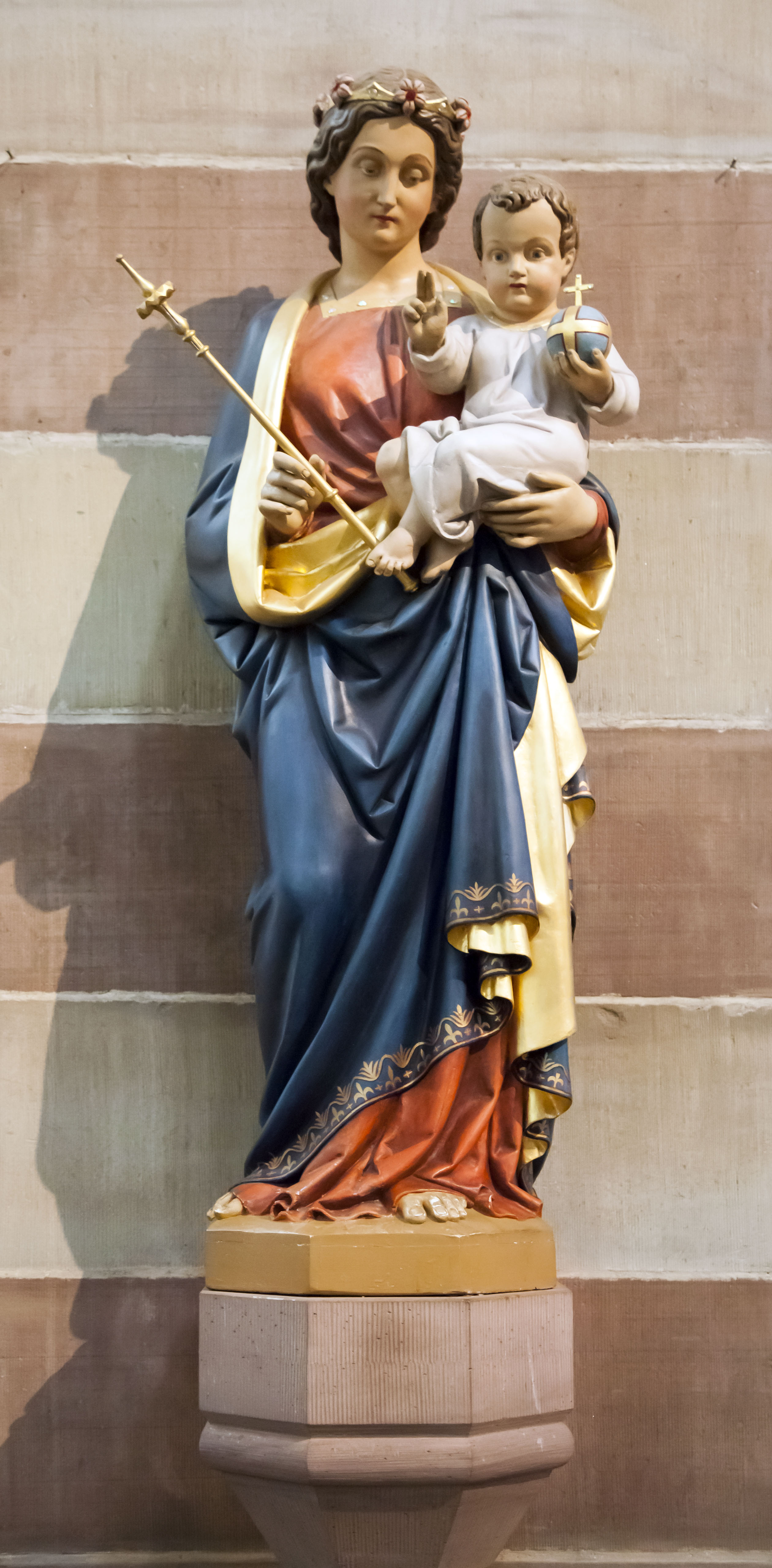
Madonna mit Kind
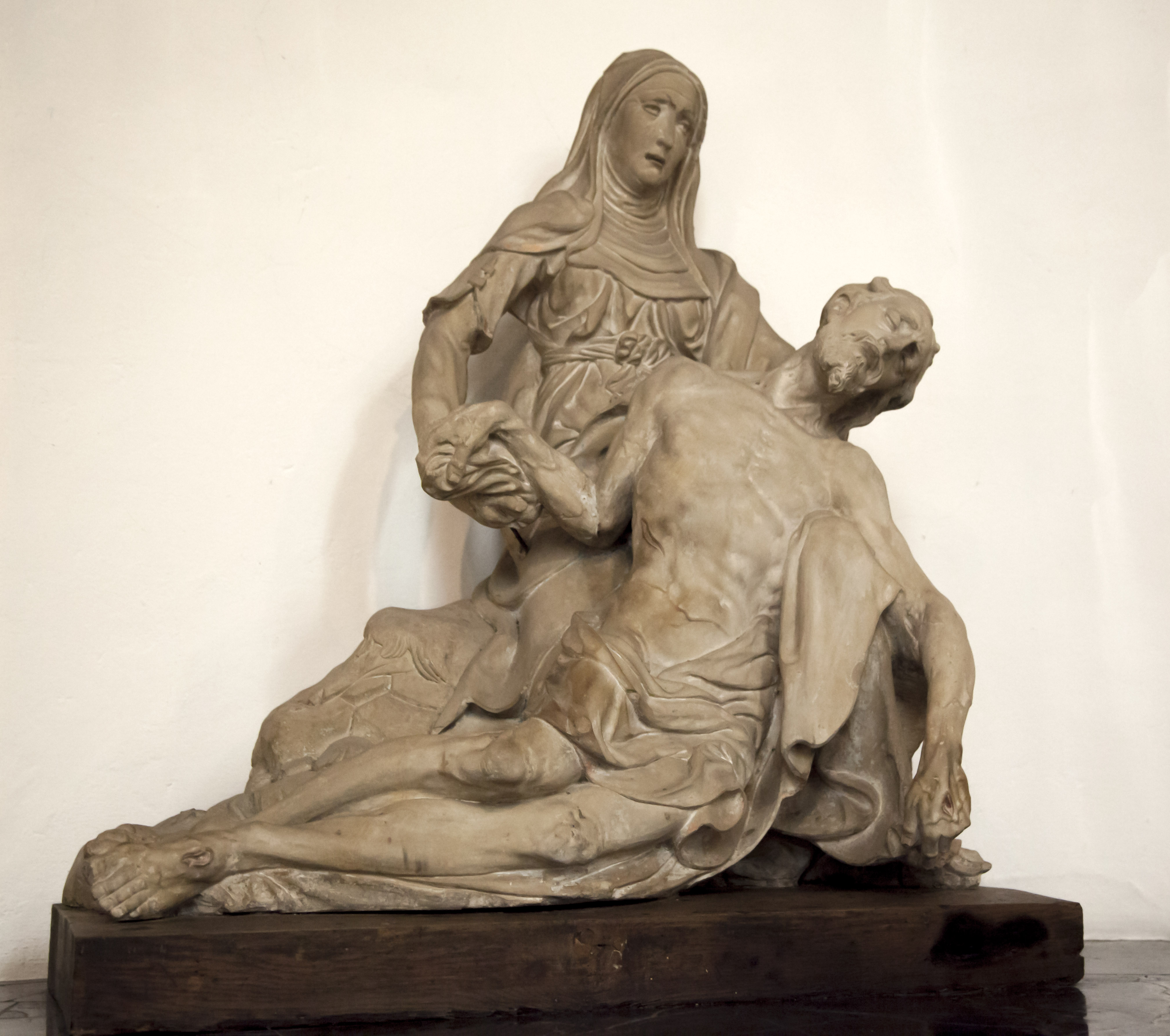
Vesperbild von Heinrich (Enrico) Meyering
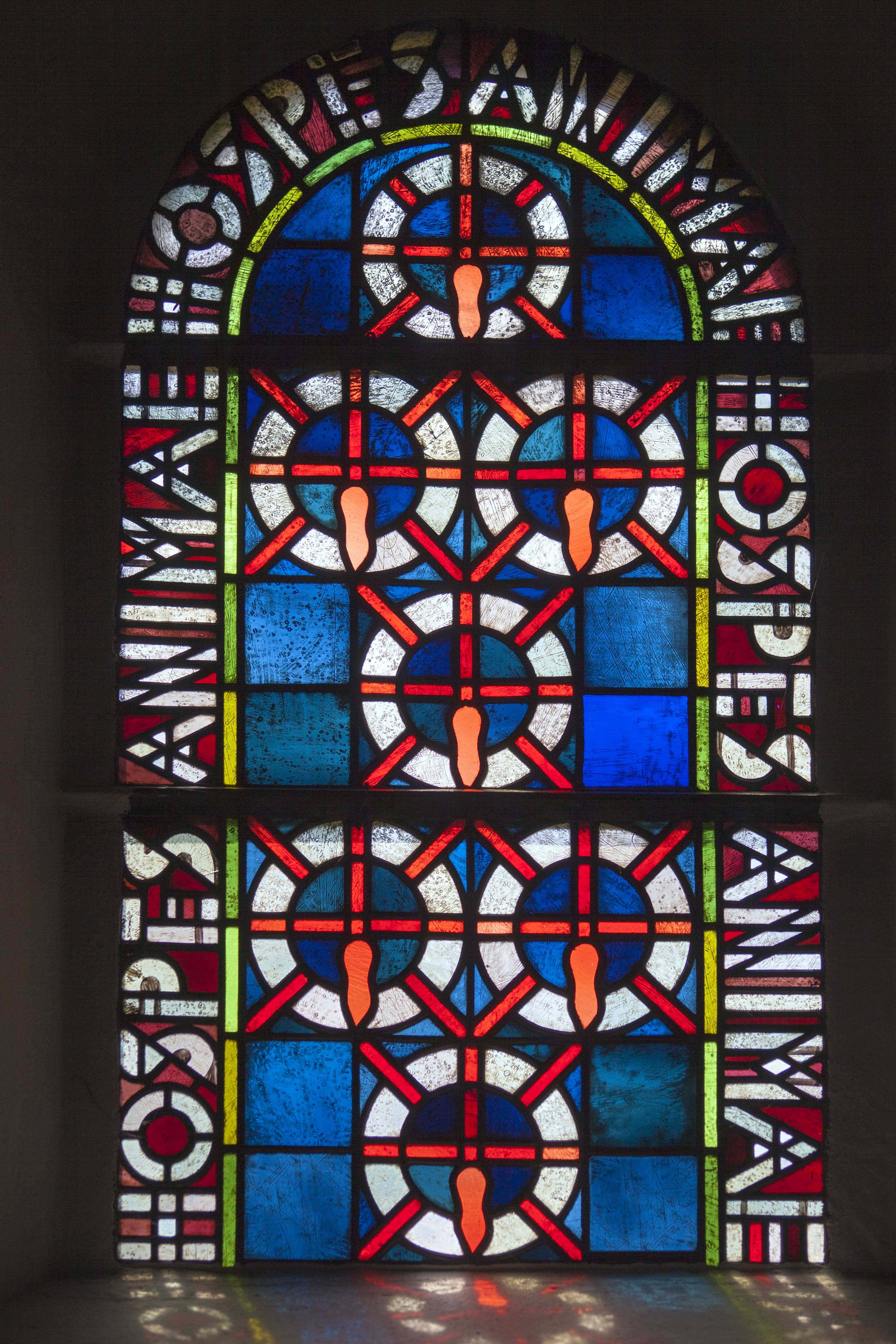
Typische Verglasung der Seitenschiffe zum Thema Hl. Geist (Text: Gast der Seele aus der Pfingstsequenz)
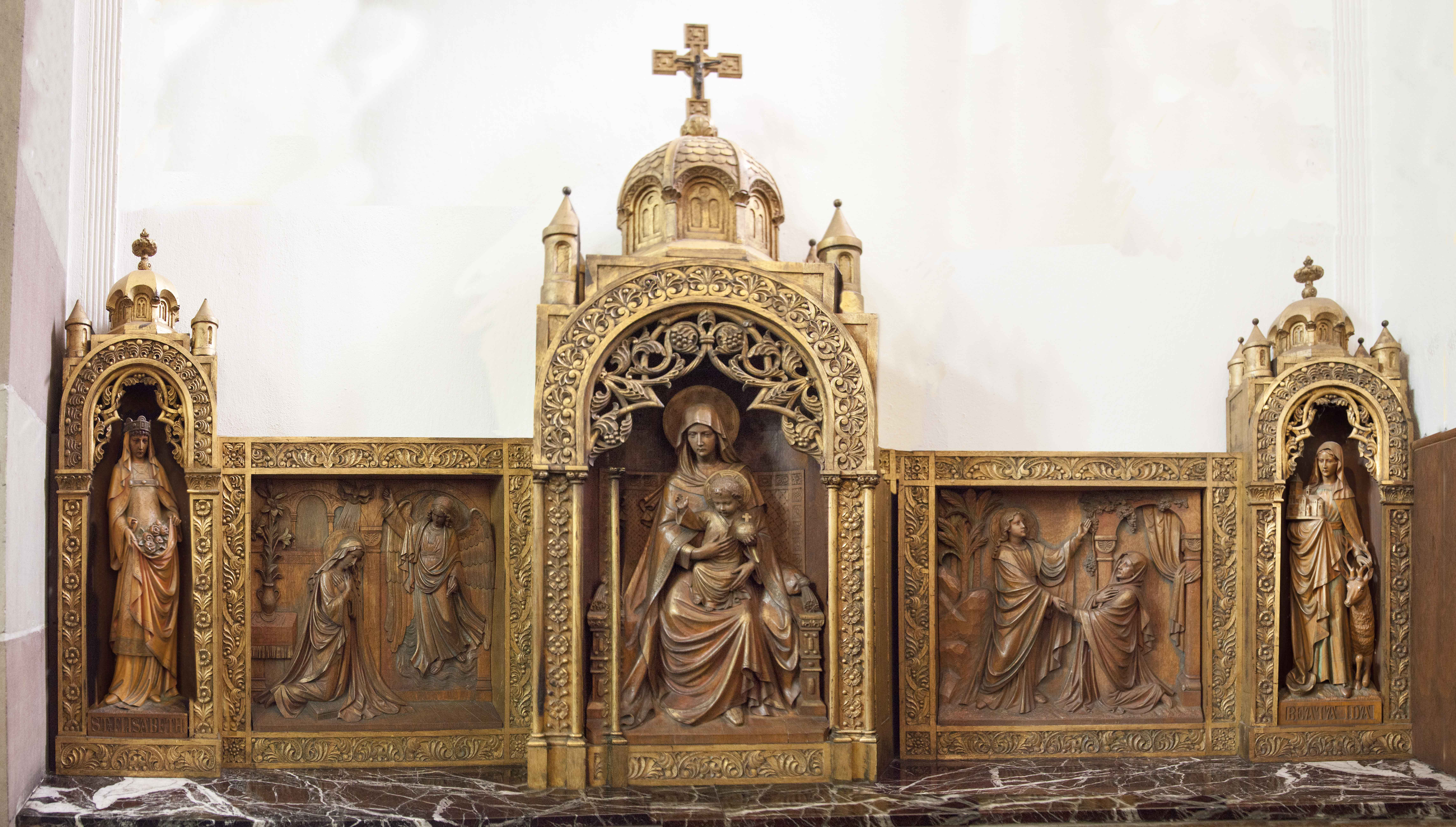
Rest des Marienaltars mit den Assistenzfiguren der Hl. Elisabeth (links) und der Hl. Ida (rechts)

Besonders erwähnenswert sind die (römischen Katakomben nachempfundene) Krypta unter dem Chor, gestaltet von Friedrich Stummel und die Taufkapelle im Westchor, ausgemalt von Karl Wenzel, einem Schüler Stummels. Die Krypta beherbergt neben einem großen Raum für Gottesdienste auch das Basilika-Museum mit einer großen Sammlung alter liturgischer Geräte und Textilien sowie von Devotionalien, des Weiteren eine Vielzahl an Dokumenten zur Baugeschichte der Kirche. Außerdem ist hier das Grab des Bauherren der Basilika, Dechant Bernhard Pietz (1840–1915), zu finden, welches (gegen seinen Willen) heimlich von den Bauhandwerkern zu Ehren des Priesters in „seiner“ Basilika hier vorbereitet wurde. Die Taufkapelle beherbergt ein Taufbecken, das auf acht kugelförmigen Füßen und acht Rundbögen ruht. Es ist reich reliefiert und mit einer byzantinisierenden Bronzehaube mit acht Ecktürmen bedeckt. Das Becken entstand 1920 nach einem Entwurf des Architekten Josef Franke.
Der Bau der Basilika mit ihren kathedralähnlichen Dimensionen spiegelt den Strukturwandel wider, der sich im ausgehenden 19. Jahrhundert im nördlichen Münsterland vollzog, als in der einst landwirtschaftlich geprägten Region große Industriebetriebe entstanden und die alte Stadtpfarrkirche St. Dionysius nicht mehr ausreichte. Vom Bauherrn Dechant Bernhard Pietz ist das Motto überliefert: „Hoch die Schornsteine – höher die Kirchtürme!“ Nach seiner Idee sollte der Kirchturm die umliegenden Schornsteine der Textilfabriken um mindestens das doppelte überragen.

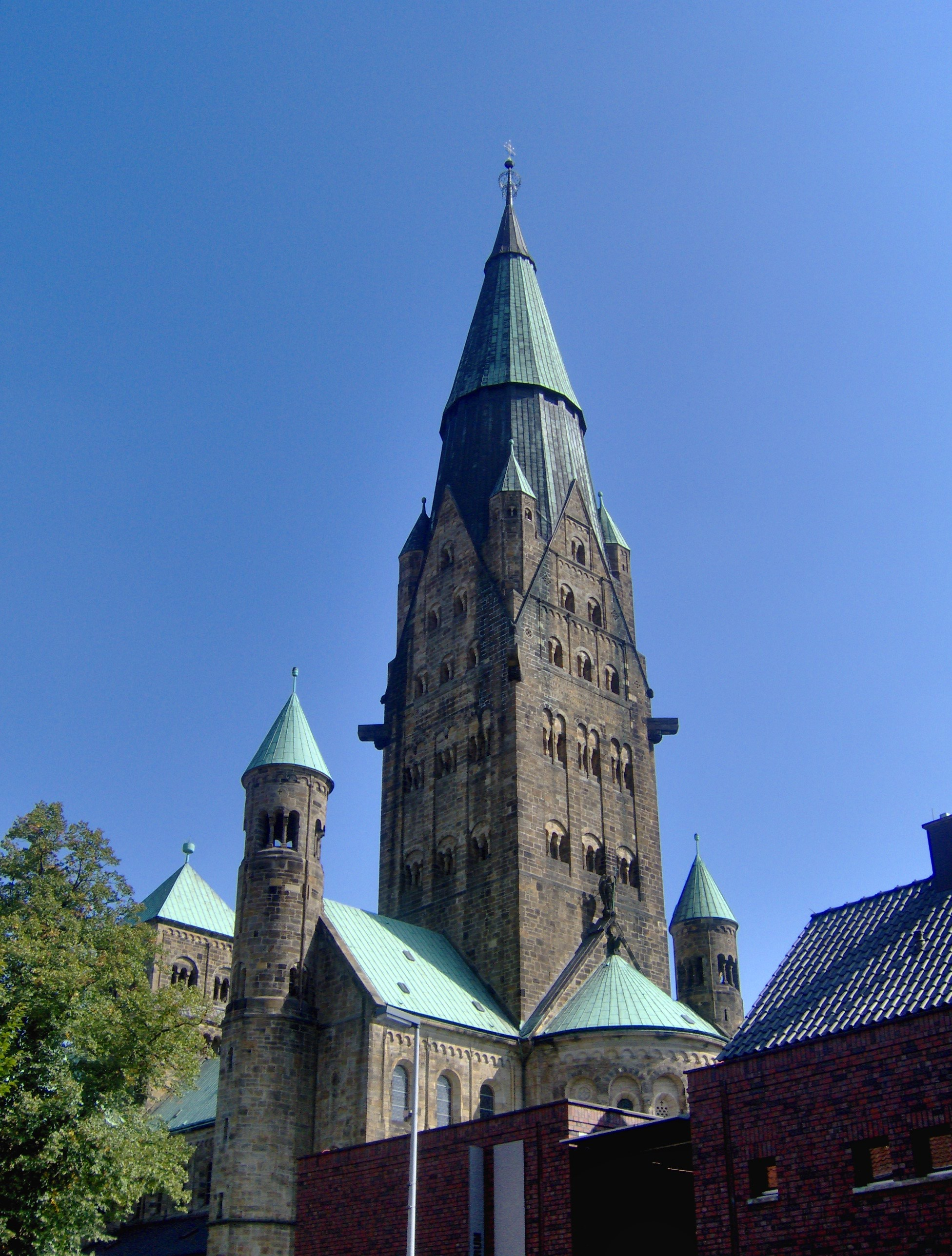
Turm
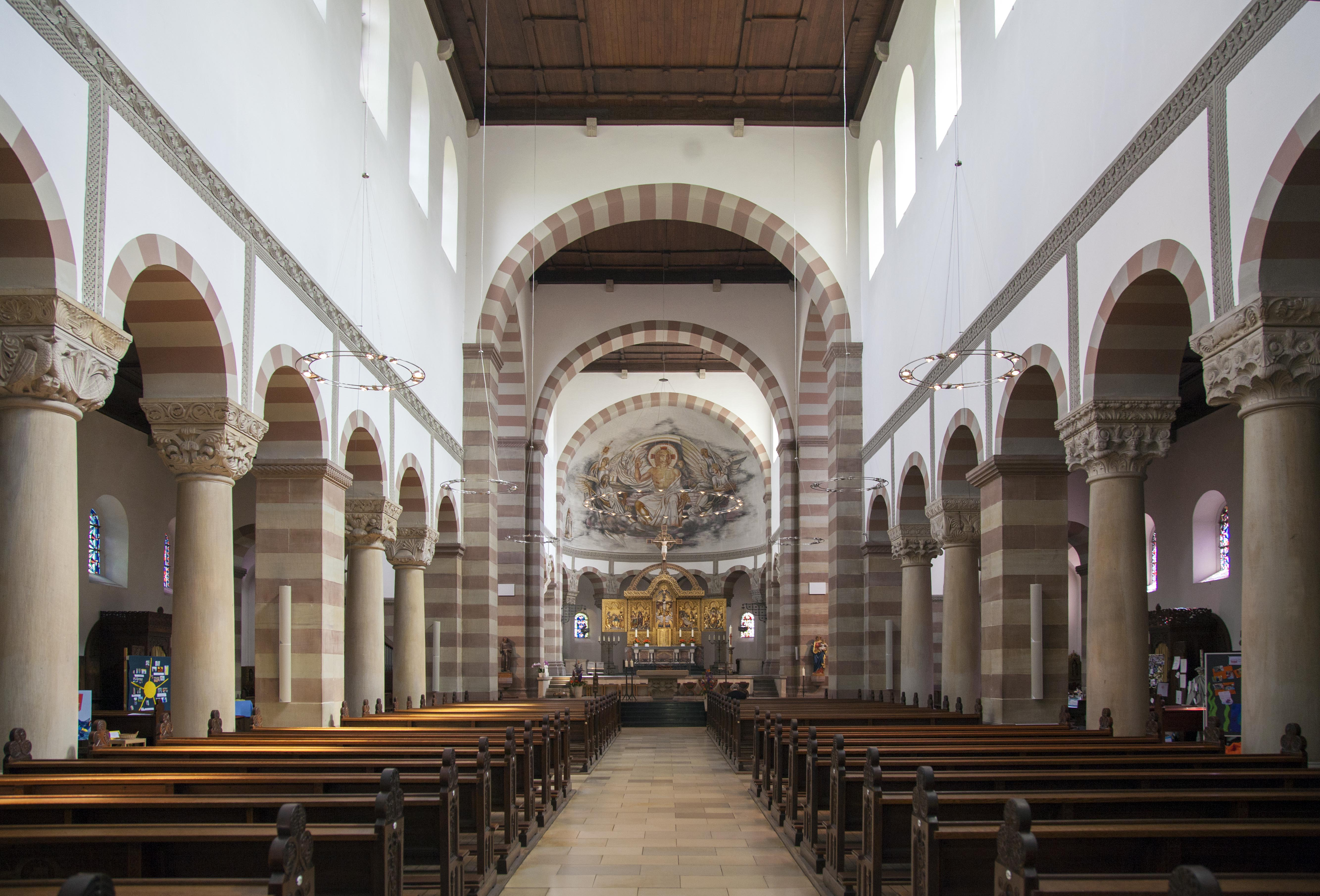
Blick nach Osten
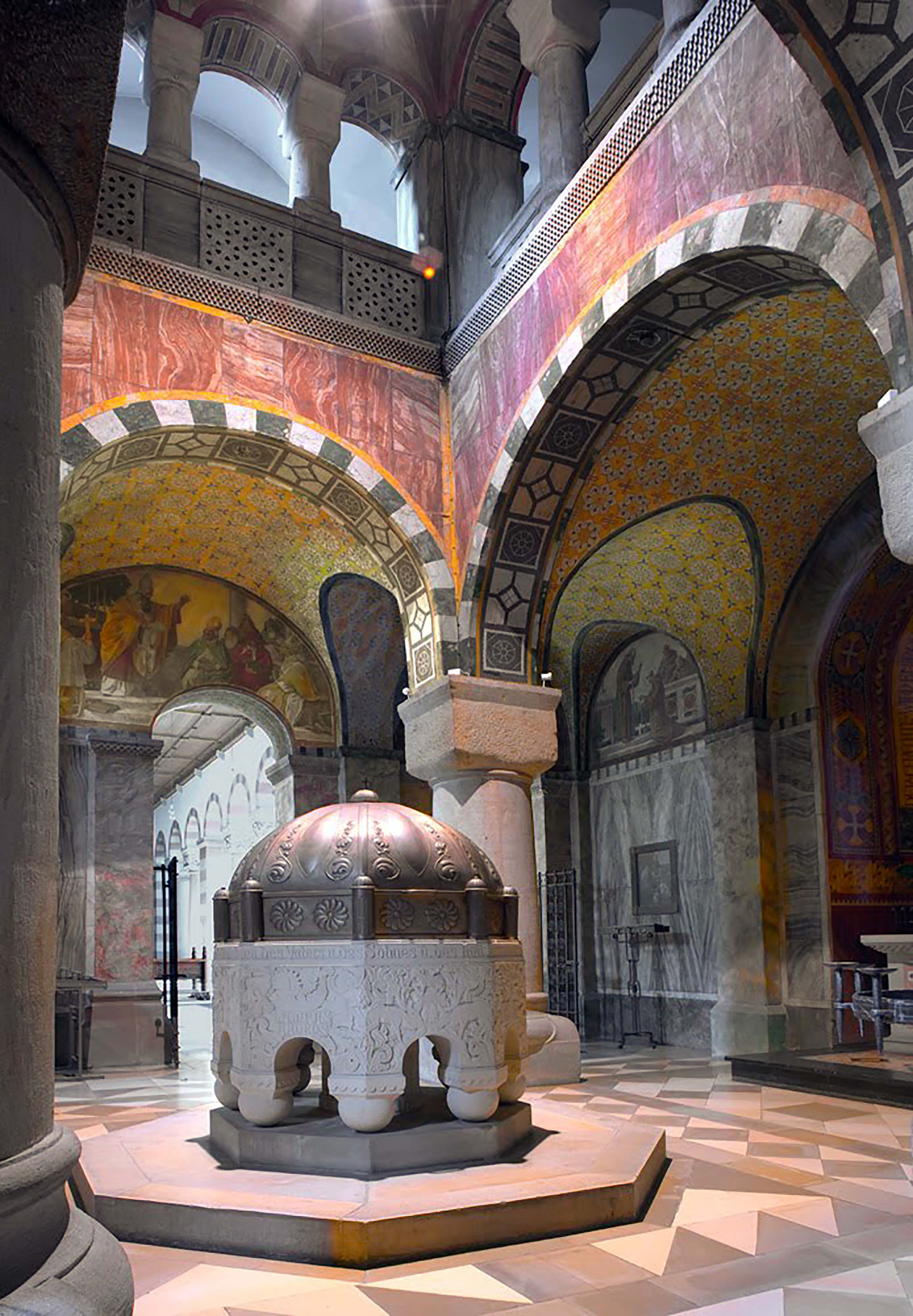
Taufkapelle
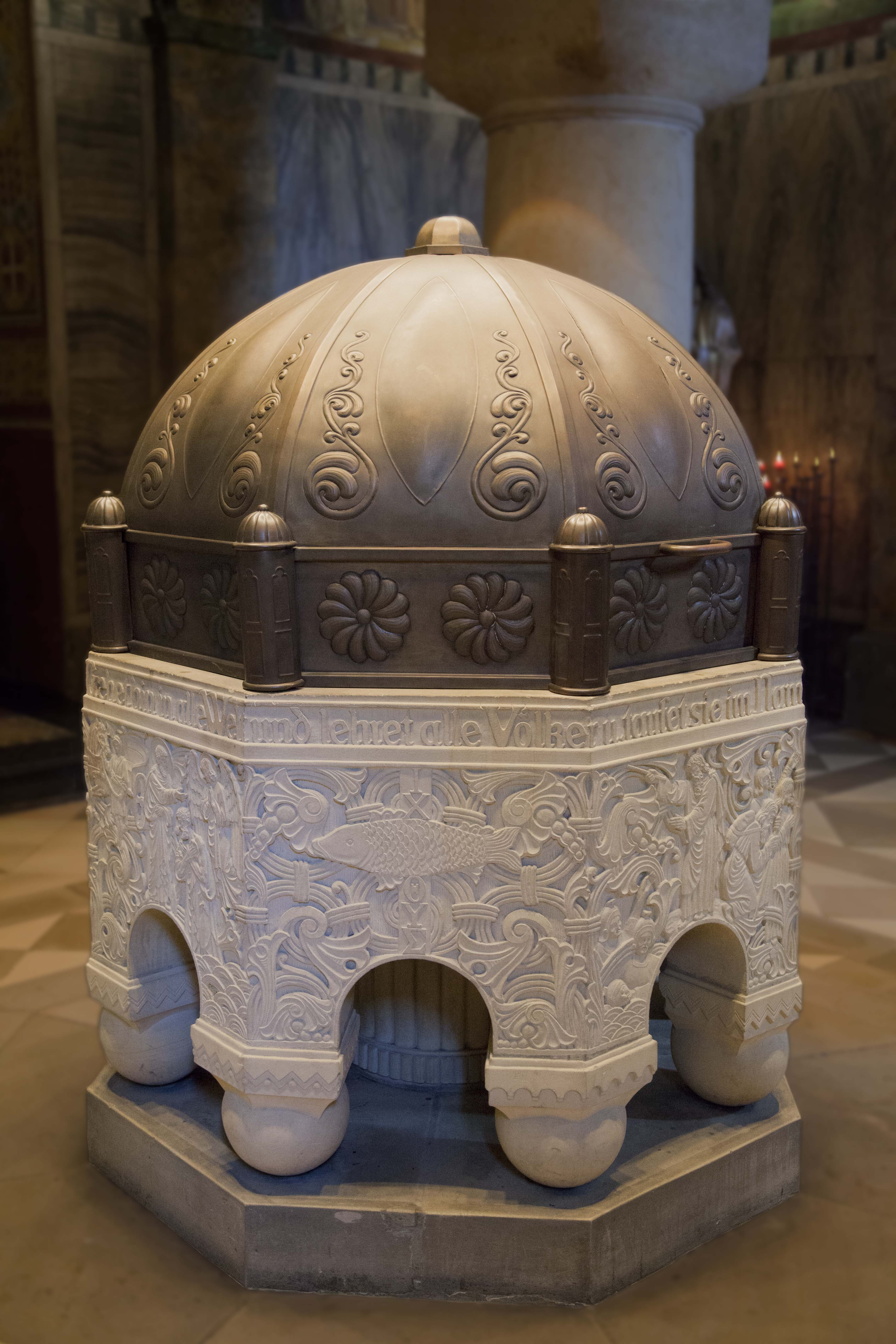
Taufbecken von Josef Franke
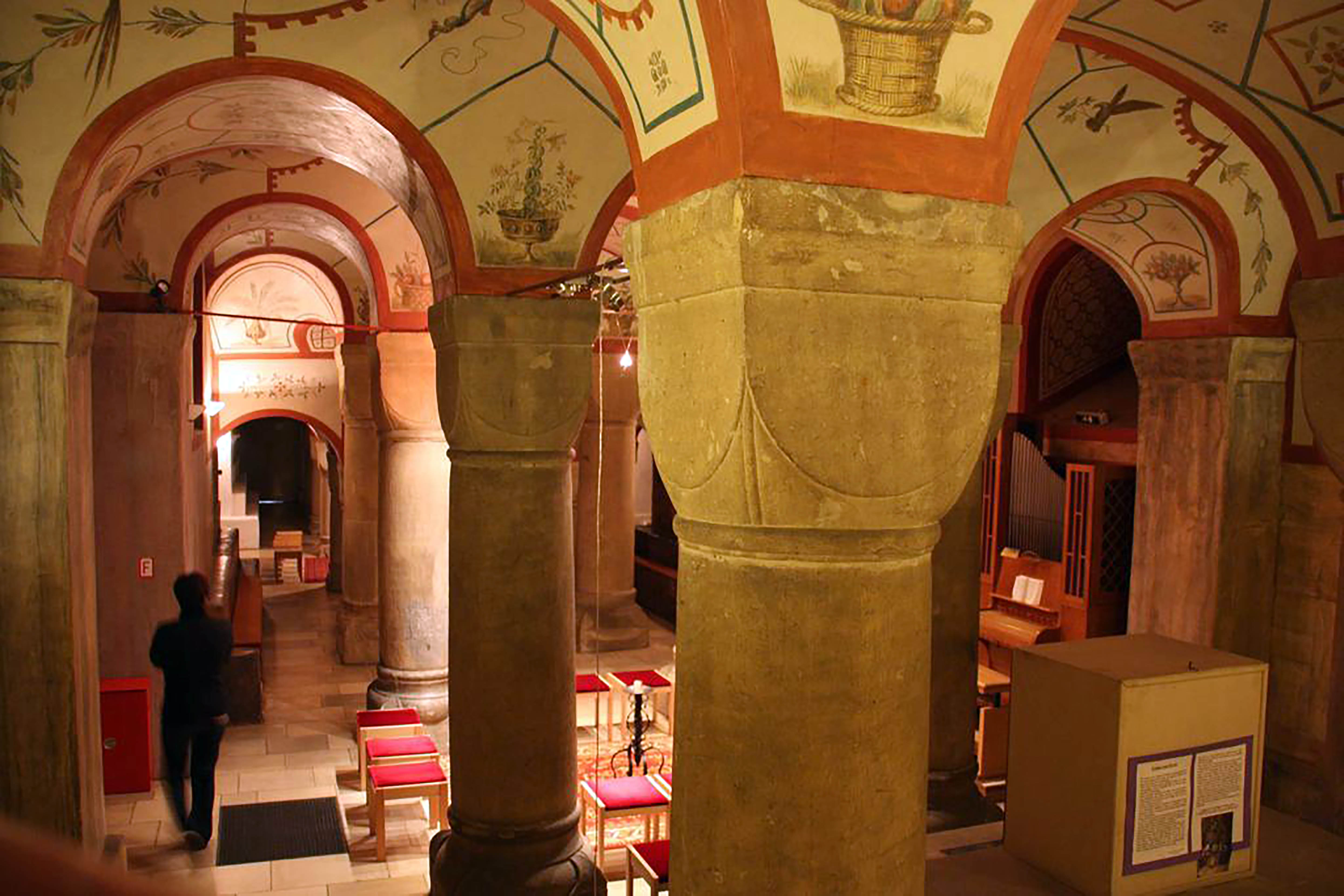
Krypta
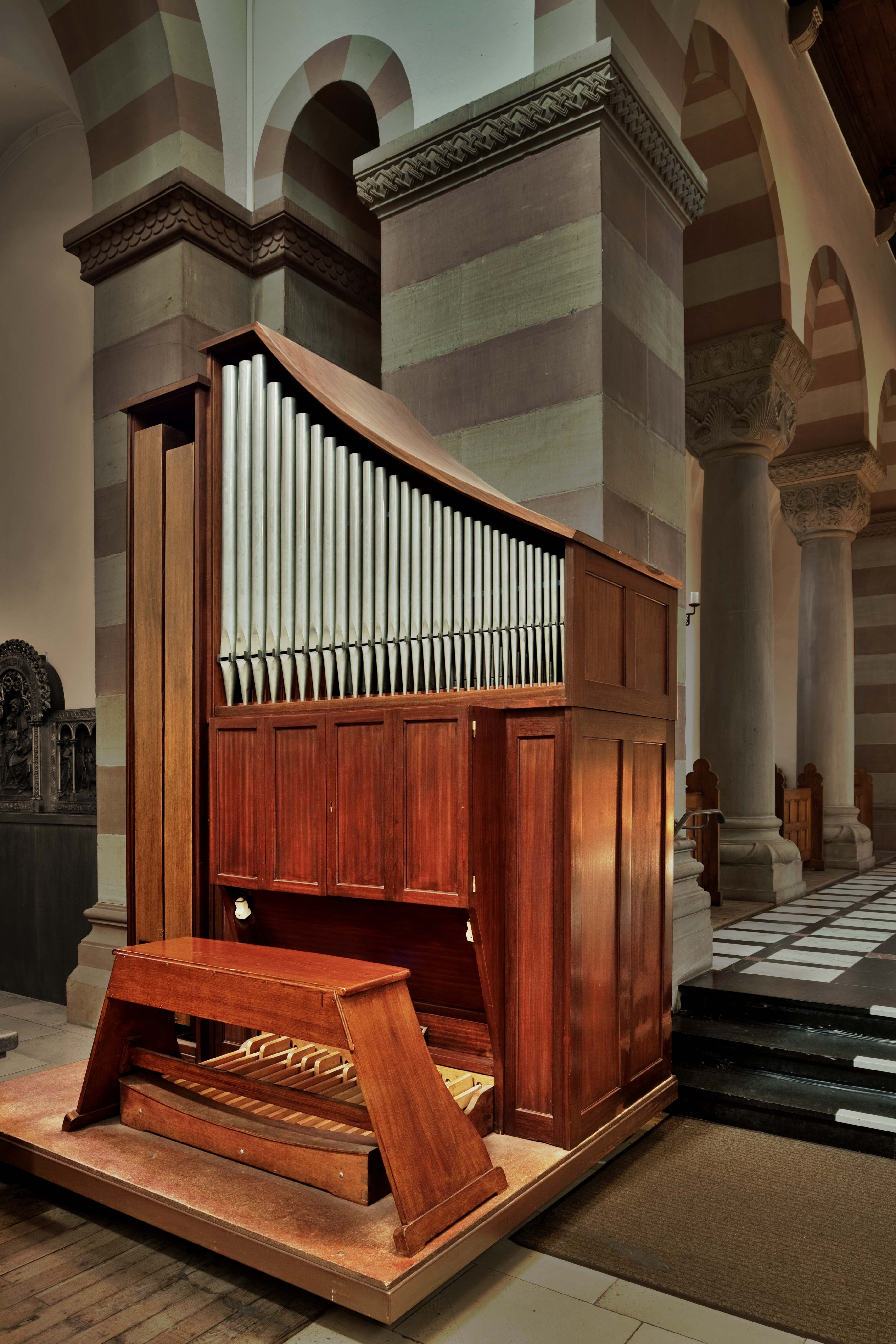
Chororgel im Chorumgang

## Glocken
Nach ihrer Weihe musste die Kirche noch 15 Jahre auf ein den Ausmaßen der Kirche angemessenes Geläut warten. Als erstes Provisorium erhielt die Gemeinde im Weihejahr 1904 ein Leihgeläut, bestehend aus drei kleineren Bronzeglocken, von der Glockengießerei Petit & Edelbrock aus Gescher. Dieses Geläut wurde (ebenso provisorisch) im Stumpf des noch unvollendeten Turmes aufgehängt. Im Jahr 1919 wurden 7 große Glocken geliefert, gestaltet vom Glockengießer Heinrich Humpert aus Brilon in Sauerland, gefertigt von der Eisengießerei Buderus in Wetzlar.
Die genannte Gießerei lässt bereits auf eine Besonderheit schließen: dieses Geläut stellt (wie der Turm mit seiner in der Region einzigartigen Höhe) eine Ausnahme in der Region dar, bestehen doch alle sieben Glocken aus Stahl und aus Kostengründen nicht, wie in den meisten anderen Gotteshäusern im Münsterland, aus Glockenbronze. Die Glockenklöppel sind aus Bronze gefertigt, um einen angenehmen und vollen Klang zu ermöglichen. Die Glocken mit den Namen Aloysius, Agnes, Maria, Antonius, Franziskus Heinrich und Georg Franz-August sind zum großen Teil benannt nach ihren Stiftern, meist Mitglieder vermögender Textil-Dynastien der Stadt. Durch die Wirren des Ersten Weltkriegs erfolgte die offizielle Glockenweihe erst im Jahr 1921. Das Geläut ist durch die außergewöhnliche Materialkombination aus Stahl und Bronze von beeindruckender Kraft, Fülle und Homogenität. Der zu erwartende scharfe Klang des Stahls wurde durch eine besonders reine Tonabstimmung ausgeglichen.
Während des Zweiten Weltkrieges wurden vielerorts die Glocken konfisziert und für die Waffenproduktion eingeschmolzen. Dies war während des Ersten Weltkrieges schon mit zwei der drei Bronzeglocken des provisorischen Geläutes geschehen. Glockenbronze war in der Rüstungsindustrie gut verwertbar, Stahl hingegen nicht. Somit verblieb das Geläut der Basilika im Turm. Die Anekdote, dass den Nationalsozialisten der Turm für die Glockenentnahme zu hoch war und deswegen das Geläut verschont blieb, gehört allerdings in das Reich der Legenden. Die Glocken bilden das einzige vollständig erhaltene Originalgeläut aus der Zeit vor dem Zweiten Weltkrieg in Rheine.
| Nr. | Name           | Durchmesser (mm) | Masse (kg, ca.) | Schlagton (HT-1/16) |
| --- | -------------- | ---------------- | --------------- | ------------------- |
| 1   | Franz-August   | 2125             | 3960            | a0 +9               |
| 2   | Georg          | 1790             | 2250            | c +8                |
| 3   | Franz-Heinrich | 1590             | 1660            | d +5                |
| 4   | Antonius       | 1400             | 1000            | e +4                |
| 5   | Maria          | 1180             | 600             | g +5                |
| 6   | Agnes          | 1050             | 450             | a −1                |
| 7   | Aloysius       | 900              | 270             | c'' +9              |

## Orgel

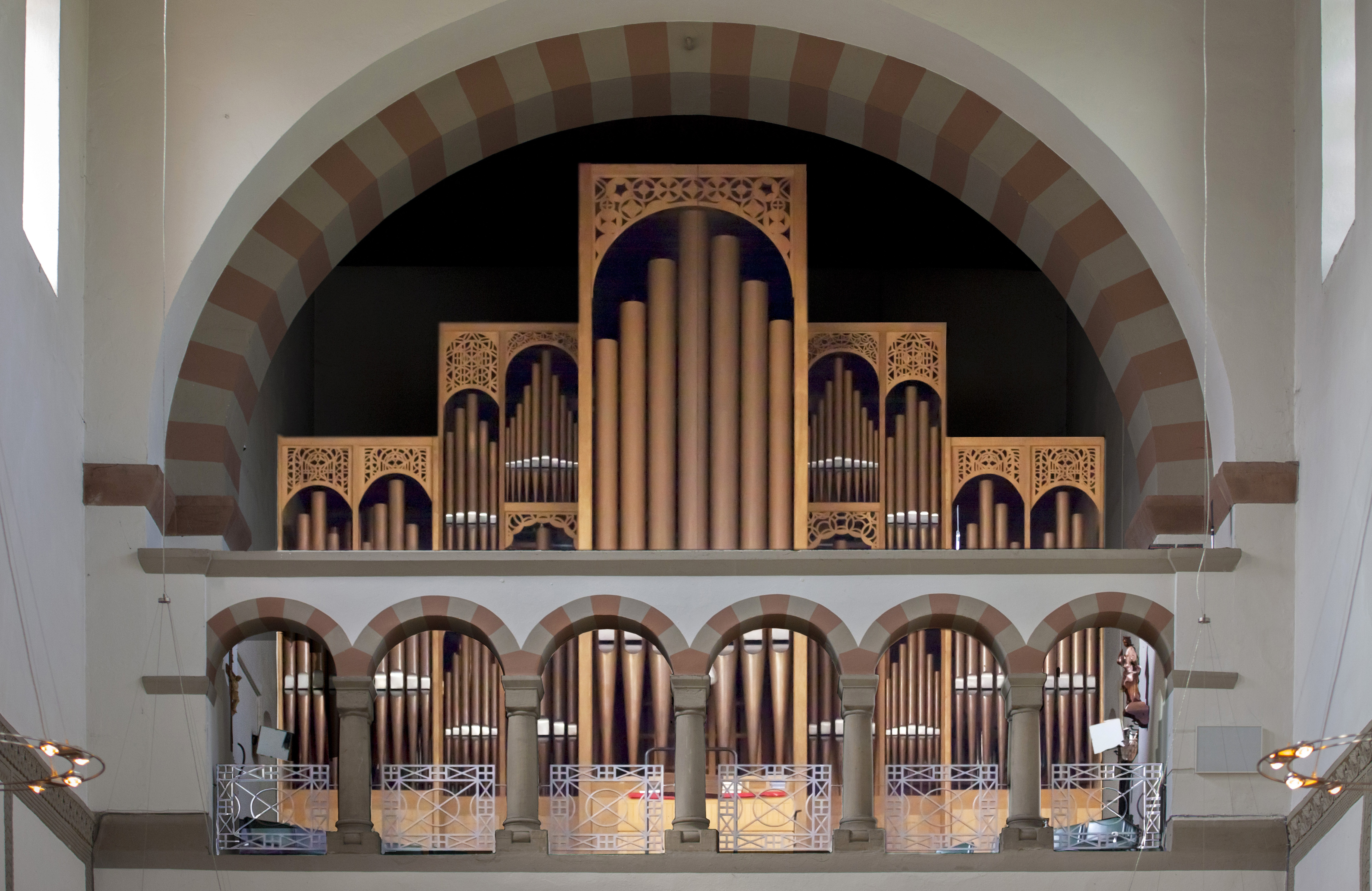
Die Lobback-Orgel auf der Westempore

Im Jahr 1906 erhielt die Kirche eine kleine Orgel in Form einer Leihgabe der Orgelbaufirma Anton Feith, die ebenerdig im Chorumgang aufgestellt wurde. Die erste große Orgel, ein Instrument der Orgelbauanstalt Eggert & Feith (Paderborn) aus dem Jahr 1908 verfügte über 44 Register. Wegen der akustisch ungünstigen Position hoch oben auf der Westempore besaß sie keinen Prospekt, welcher den Klang nur weiter gedämpft hätte.
Im Jahr 1969 wurde diese Orgel von der Firma Kreienbrink aus Osnabrück elektrifiziert, es wurden ein neuer Spieltisch installiert und die Schauseite umgestaltet. Des Weiteren wurden nahezu die Hälfte der Register ersetzt. Zehn Jahre später stellte sich im Rahmen eines Gutachtens heraus, dass eine weitere Instandsetzung der Orgel sich nicht lohne. Nach einer Ausschreibung für ein neues Instrument wurde der Orgelbauer G. Christian Lobback (Neuendeich) mit dem Neubau beauftragt.
Diese neue Orgel wurde 1984 vollendet und ebenso wie die Vorgängerin auf der Westempore aufgestellt. Das Instrument verfügt über 54 Register und Schleifenwindladen. Die Spieltraktur ist mechanisch, die Registertraktur elektrisch.
| I Positiv C–a3 |                |       |
| 1.             | Prinzipal      | 8′    |
| 2.             | Gedackt        | 8′    |
| 3.             | Quintade       | 8′    |
| 4.             | Prinzipal      | 4′    |
| 5.             | Dolce          | 4′    |
| 6.             | Sesquialter II | 2 ⁄3′ |
| 7.             | Schwegel       | 2′    |
| 8.             | Larigot        | 1 ⁄3′ |
| 9.             | Scharf IV      | 1′    |
| 10.            | Cor anglais    | 16′   |
| 11.            | Cromorne       | 8′    |
|                | Tremulant      |       |

| II Hauptwerk C–a3 |                 |       |
| 12.               | Pommer          | 16′   |
| 13.               | Doppelprinzipal | 8′    |
| 14.               | Rohrflöte       | 8′    |
| 15.               | Gamba           | 8′    |
| 16.               | Oktave          | 4′    |
| 17.               | Nachthorn       | 4′    |
| 18.               | Quinte          | 2 ⁄3′ |
| 19.               | Prinzipal       | 2′    |
| 20.               | Grand Cornet V  | 8′    |
| 21.               | Mixtur VI       | 2′    |
| 22.               | Zimbel III      | 1⁄2′  |
| 23.               | Trompete        | 16′   |
| 24.               | Trompete        | 8′    |
| 25.               | Klarine         | 4′    |

| III Schwellwerk C–a3 |                  |        |
| 26.                  | Bordun           | 16′    |
| 27.                  | Flûte harmonique | 8′     |
| 28.                  | Salicional       | 8′     |
| 29.                  | Schwebung        | 8′     |
| 30.                  | Geigenprinzipal  | 8′     |
| 31.                  | Prinzipal        | 4′     |
| 32.                  | Rohrflöte        | 4′     |
| 33.                  | Nasard           | 2 ⁄3′  |
| 34.                  | Flageolett       | 2′     |
| 35.                  | Terz             | 1 3⁄5′ |
| 36.                  | Quinte           | 1 ⁄3′  |
| 37.                  | Septime          | 1 ⁄7′  |
| 38.                  | Oktave           | 1′     |
| 39.                  | Fourniture V     | 2′     |
| 40.                  | Bombarde         | 16′    |
| 41.                  | Hautbois         | 8′     |
| 42.                  | Clairon          | 4′     |
|                      | Tremulant        |        |

| Pedalwerk C–f1 |               |         |
| 43.            | Prinzipal     | 16′     |
| 44.            | Subbaß        | 16′     |
| 45.            | Quinte        | 10 2⁄3′ |
| 46.            | Oktave        | 8′      |
| 47.            | Bartpfeife    | 8′      |
| 48.            | Choralbaß     | 4′      |
| 49.            | Spitzflöte    | 4′      |
| 50.            | Traverse      | 2′      |
| 51.            | Hintersatz VI | 2 ⁄3′   |
| 52.            | Posaune       | 16′     |
| 53.            | Trompete      | 8′      |
| 54.            | Zink          | 4′      |

- Koppeln: I/II, III/II, III/I, I/P, II/P, III/P, IV/P
- Spielhilfen: 64-facher Generalsetzer

## Krippe

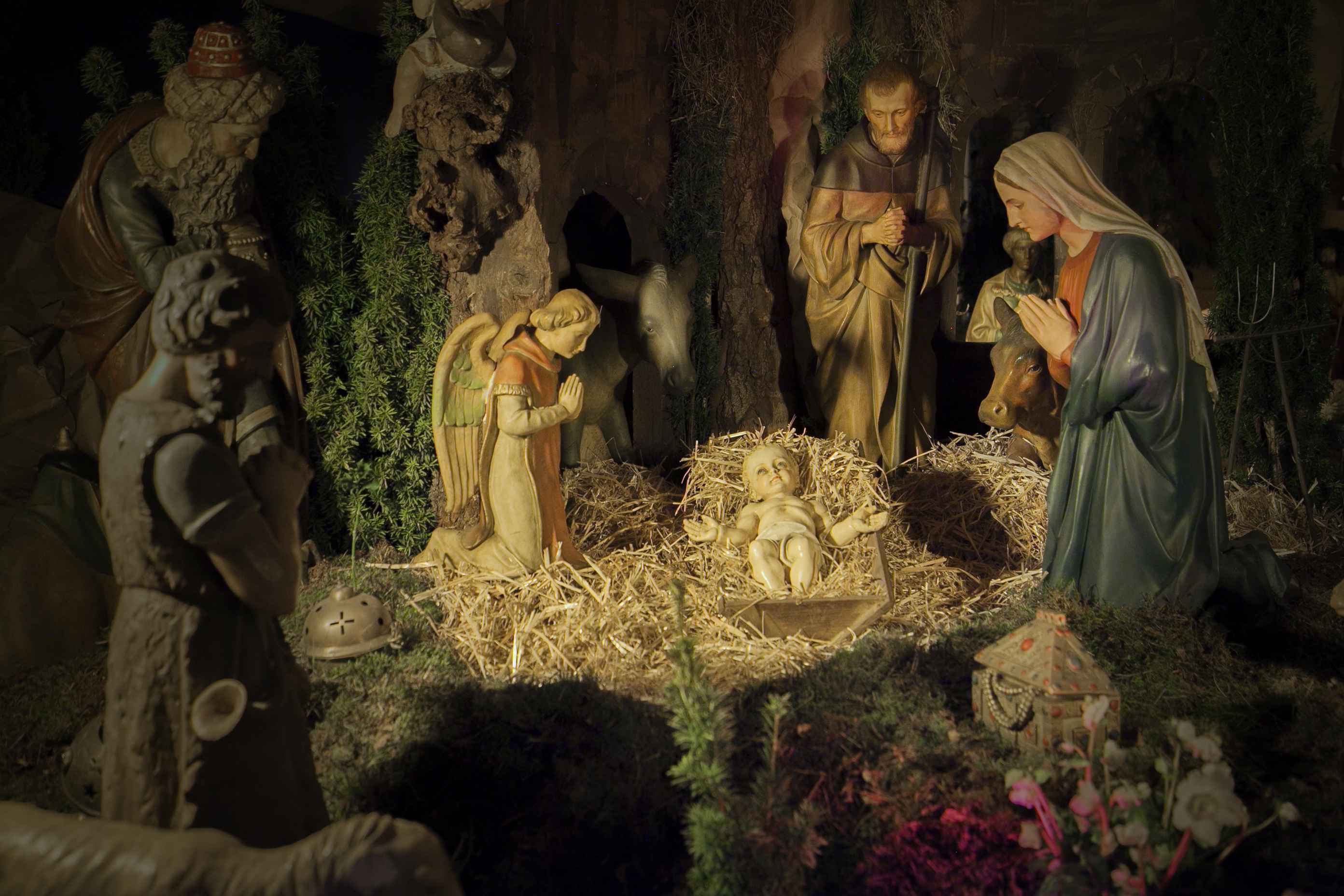
Die Heilige Familie

Überregionale Bekanntheit erlangte die große Weihnachtskrippe der Basilika, die seit 1981 jährlich in der Krypta aufgebaut wird und vom 24. Dezember (Heiligabend) bis Ende Januar besucht werden kann. In mehreren Szenen mit mehr als einhundert Figuren stellt die Krippe nicht nur die Geburt Christi dar, sondern z. B. auch die Verkündigung des Engels an Maria, den heiligen Johannes als Rufer in der Wüste, die Heiligen Drei Könige auf ihrer Reise nach Bethlehem und viele weitere Nebenszenen. Dies geschieht mit zum Teil historischen Figuren aus dem 19. Jahrhundert, in Szene gesetzt mit weiten Durchsichten, künstlichen Felsformationen und teilweise „streichelbaren“ Schafen. Auch ein Verweis auf den Kreuzestod Jesu ist stets Teil der Krippe. Ein Team von mehreren Mitarbeitern beginnt jährlich bereits Anfang November mit den Vorbereitungen wie Pflege und Reparatur der Figuren um pünktlich mit dem Weihnachtsfest den Besuchern eine ausgedehnte „Krippenlandschaft“ bieten zu können. Für interessierte Gruppen, besonders für Kinder, werden Führungen angeboten, die sich großer Beliebtheit erfreuen. Hierbei wird stets darauf hingewiesen, dass es den Machern der Krippe nicht nur um die folkloristischen Aspekte der Weihnachtsgeschichte geht, sondern ebenso um eine fundierte und anschauliche Art der Verkündigung des Evangeliums. Im Jahr 2020 musste aufgrund der Hygienebestimmungen im Zuge der COVID-19–Epidemie zum ersten Mal seit 39 Jahren auf einen Aufbau der Krippe verzichtet werden.

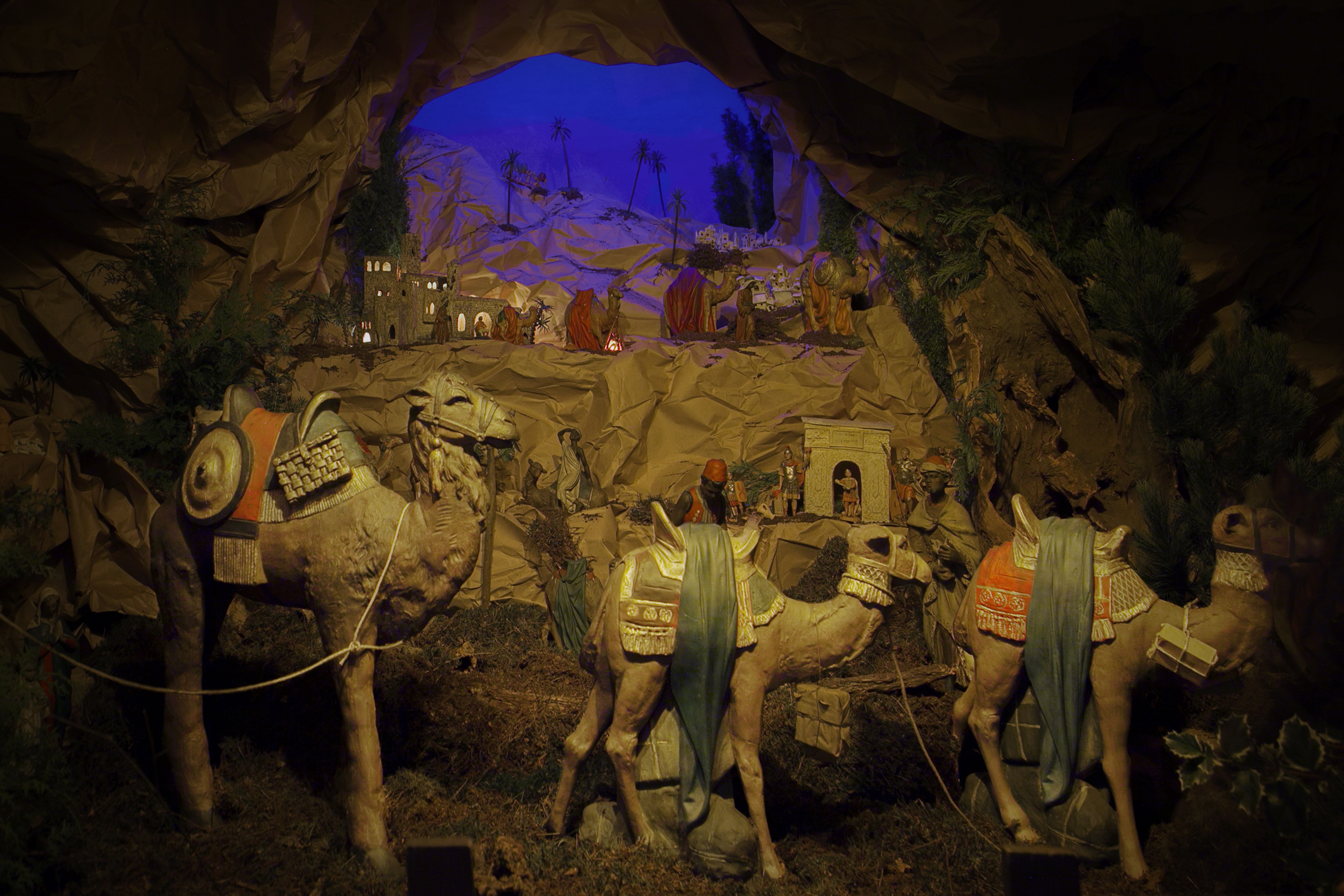
Die Hl. drei Könige auf ihrem Weg zur Krippe.
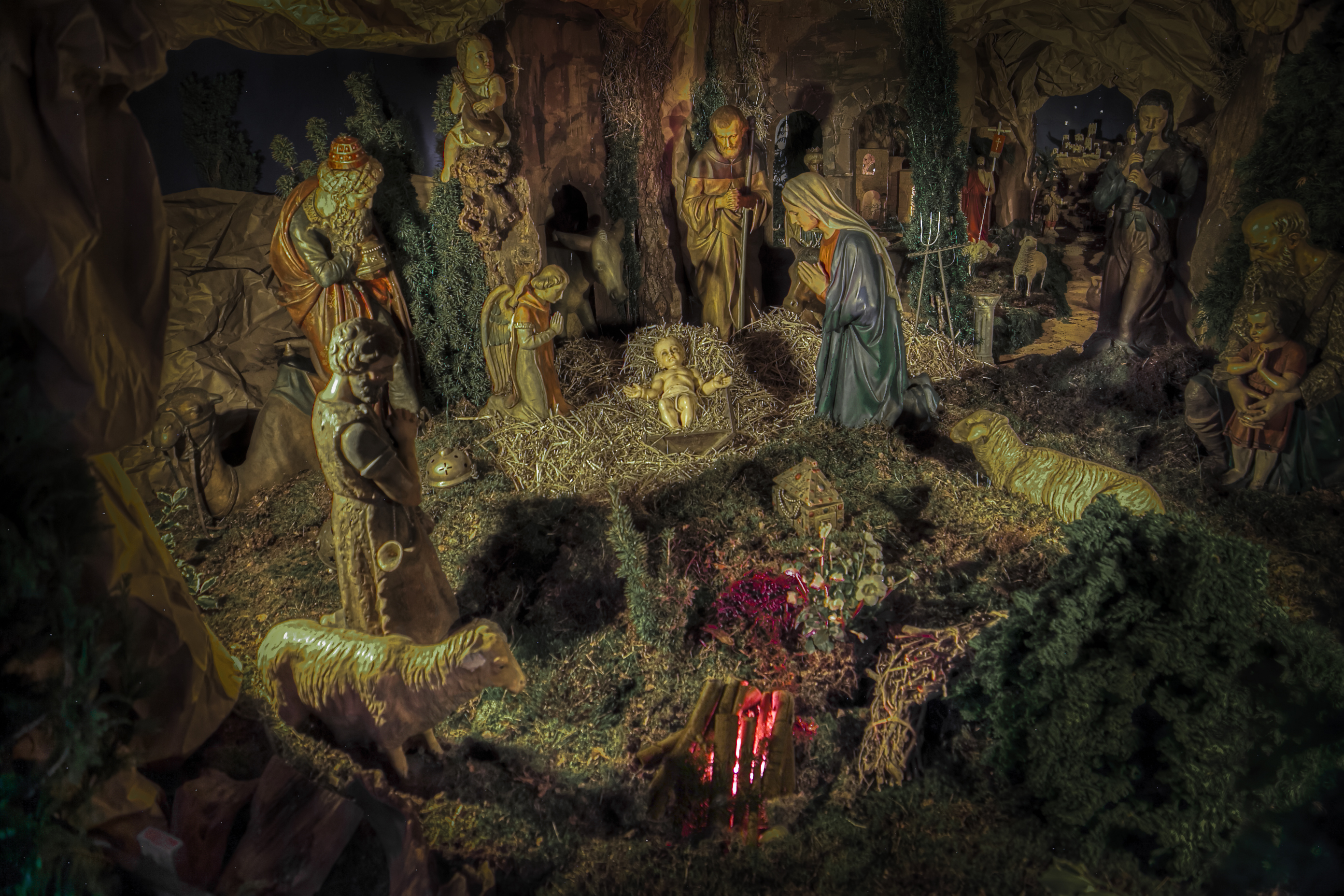
Kernszene mit dem Kreuz im Hintergrund.
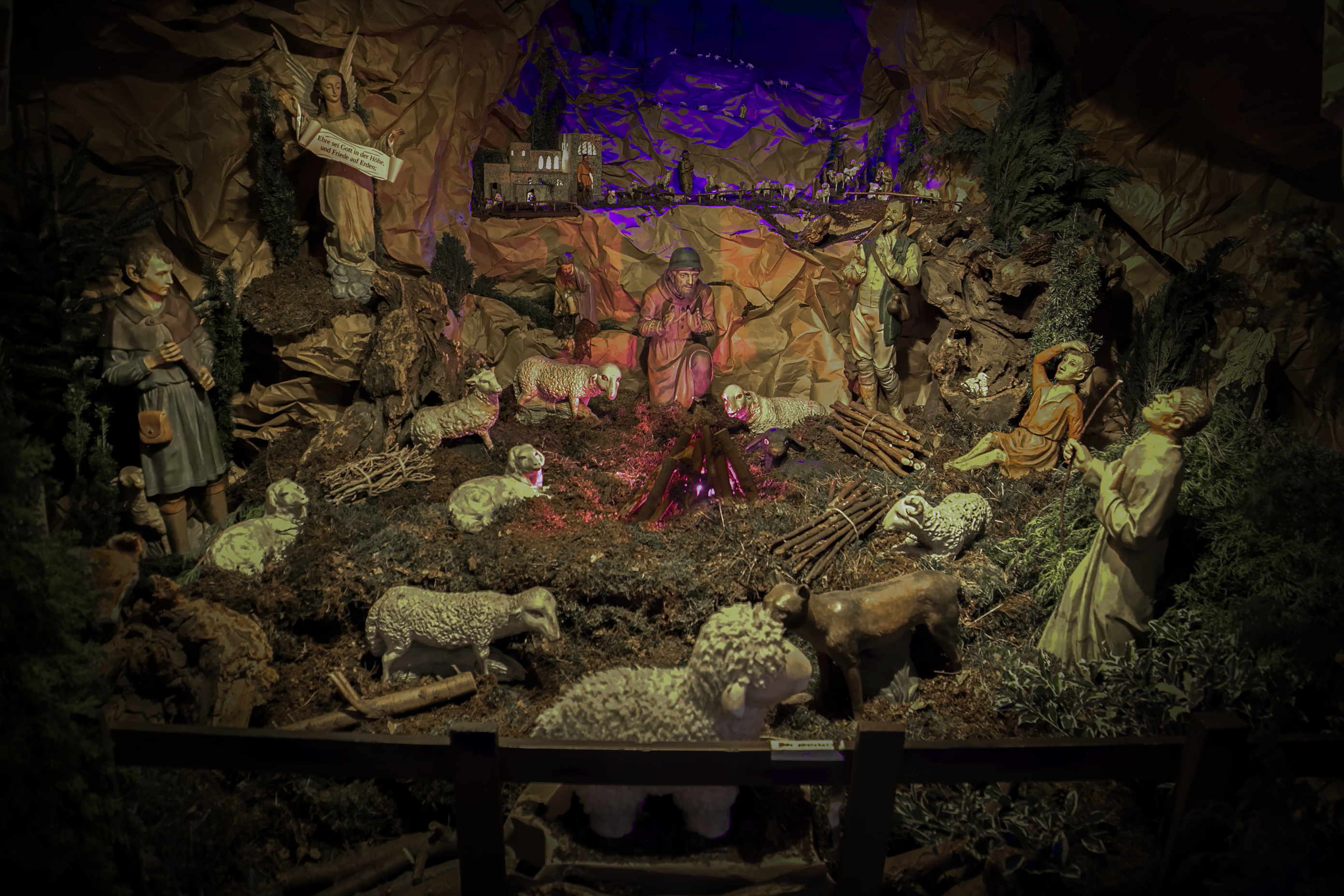
Das Hirtenlager mit dem Verkündigungsengel (im Vordergrund das 'Streichel-Schaf').